# 신만이 아는 세계
《신만이 아는 세계》(神のみぞ知るセカイ 카미노미조시루세카이[*], The World God Only Knows)는 와카키 타미키가 쓰고 있으며 《주간 소년 선데이》에서 2008년 19호부터 2014년 21호까지 연재된 일본의 만화이다. 일본에서의 공식 애칭은 '카미노미(神のみ)' 로, 대한민국의 인터넷 상에서는 '신만세'로 줄여 부르기도 한다. 2010년 10월 7일부터 동명의 애니메이션 시리즈의 1기 방영 시작, 2013년 여신편을 끝으로 애니 시리즈는 종영되었다.

## 개요
'미소녀 게임'를 모티프로 하는 작품으로, 주인공이 차례차례로 여러 가지 타입의 여성을 공략해 그 상대를 사랑에 빠지게 한다는 컨셉을 가지는 작품.
이 작품은 본래 《주간 소년 선데이》 2007년 32호에 게재된 1회 단편 작품 '사랑하세요?! 신님!!(恋して!? 神様!!)'을 원형으로 하여 일부의 설정을 변경한 후에 연재화 된 것이다.
상황에 따라 케이마나 엘시의 얼굴이 과장되어 그려져서 명작 고전 만화의 터치가 되는 등, 여기저기에 약간의 패러디가 포함되어 있다.
2010년 4월에 연재 2주년을 맞이해 그 때에 TV 애니메이션화가 발표되었으며, 같은 해 10월부터 방영하였고, 2011년 4월부터 제 2기가 방영되었다. 그 후, OVA가 2개 나왔으며, 12월에 1개 더 나왔으며, 2013년 7월에 방영되었던 여신편을 끝으로 애니편은 종영되었다.

## 줄거리
지옥에선 지옥으로부터 도망쳐 나온 악인의 영혼 '도주혼(駆け魂 가케타마[*])'을 포획하고 토벌하는 데 여러모로 고생하고 있다. 도주혼은 방치할 경우 여성의 마음의 틈에 숨어들어 그 여자의 자식으로써 태어나게 된다. 그러한 상황을 막기 위해 지옥은 도주혼 부대를 결성해서 악마를 지상으로 내려보내 인간의 협력자에게 협력을 요청하게 되었다.
지상에는 '함락신(落とし神 오토시가미[*])'이라고 불리는 소년이 있었으니, 그의 이름은 카츠라기 케이마. 그야말로 '공략 할 수 없는 여자는 없다.'라고 칭송받는 함락신이다. 단, 그가 공략할 수 있는 여성은 미소녀 게임의 여성에 한정한다고 그 자신이 말한다. 그런 어느 날, 케이마에게 '공략해 주었으면 하는 여자가 있다'라는 메일이 도착한다. '무리라고 생각하면 답장하지 않도록' 이라고 하는 도발적인 문장에 분노하여 답장을 한 순간, 하늘에 먹구름이 끼며 강한돌풍과 함께 한 명의 소녀가 내려온다. 소녀의 이름은 엘시(엘류시아 데 루트 이마). 지옥에서 온 악마라고 하는 그녀는, 케이마에게 도주혼의 포획을 요청한다. 미소녀 게임이 아닌 현실의 여성과는 관련되고 싶지 않은 케이마는 당연히 거절하지만, 이전의 메일에 대답을 한 것으로 악마와의 계약이 이미 시작되었음을 알고, 이 계약에 자신의 생명이 걸려 있는 것을 알게되어 마지못해 승낙한다.
도주혼은 마음의 틈이 사라지면 밖으로 나올 수 밖에 없다. 그리하여 엘시가 케이마에게 요청하는 도주혼 포획 방법은 바로 '연애'. 즉, 협력자인 케이마에게 도주혼이 숨어있는 여성을 함락시키도록 해 사랑의 힘으로 마음의 틈을 메우는 작전인 것이다.
2D의 세계에서만 함락신인 그는 악마 엘시의 협력자가 되어, 어쩔 수 없이 현실의 여성 공략에 나선다.

## 등장인물

### 메인 캐릭터
카츠라기 케이마 (桂木 桂馬)
성우 - 시모노 히로
생일 : 6월 6일 / 성별 : 남 / 혈액형 : B / 연령 : 17세 / 신장 : 174 / 체중 : 53 / 오른손잡이
미소녀 게임을 정말로 좋아하는 고등학생. 보기 드문 외모와 두뇌를 가져서 대체적인 일은 처음 하는 일이라도 평균 이상으로 해내는 천재지만, 그 재능은 오로지 미소녀 게임의 빠른 공략을 위해서만 쓰이고 있다. 또한 교실에서 수업 중·쉬는 시간 관계없이 하루종일 게임만 하며 현실을 무시하는 듯한 태도 때문에 학교 내에서는 교내 1위의 괴짜로 알려져 있다. 같은 학급의 학생으로부터는 '오타쿠 안경' 등의 경멸적 별칭으로 불리며 친구는 없다. 그럼에도 불구하고 다른 사람들의 눈길을 신경쓰는 일 없이 완고하게 스스로가 결정한 삶을 살아가는 그 모습은 텐리로부터 '강하다'라고 평가되었다.
'미소녀 게임'에 대한 매우 독특한 생각이나 매우 빠른 공략 속도 등으로, 인터넷 상에서는 '함락신'이라는 별칭을 갖고 있다. 지금까지 10000명 이상의 히로인을 공략하였으며 플레이한 미소녀 게임 소프트웨어의 숫자도 5000개 이상이다. 또한 연애 시뮬레이션 게임 말고도 장기나 보드 게임 등의 실력도 높은 편이다.
전반적인 게임에 관한 능력이 매우 높다. 특히 미소녀 게임에 대해서는 '함락신 모드'에 들어가면 ADV 종류라면 12개, 그 이외의 장르의 게임도 6개의 게임을 동시에 플레이할 수 있다. 이 경우에는 많은 게임을 동시 진행하면서도 각각의 게임의 진행에 감정 이입이 되는 등 제대로 플레이하는 모습을 보여준다. 그러나 1시간의 모드 발동에 자신의 수명이 3년가량 줄어드는 것(처럼 매우 지치는 것) 같다고 스스로 말한다. 미소녀 게임 이외의 장르에서도, 표시 가능한 최고점인 999점에 도달하는 등 높은 능력을 보여준다. 애용하는 게임기는 PFP(Play·Field·Personal) 으로, 인터넷이나 메일 송수신에도 사용하고 있다. 항상 가지고 다니며 자신의 신체보다 소중히 하고 있지만, 엘시에 의해서 물로 세탁되거나 카논의 스턴건 때문에 세이브 데이터를 날려버리거나 멋대로 싸인당하기도 하고, 치히로 공략 때는 비에 적셔지는 등 몇 번이고 수난을 당하고 있다.
엘시가 오기 전까지는 미소녀 게임에 등장하는 2D의 여성을 '완벽하고 이상적인 존재'로 각별히 사랑하고 있는 것에 비해 현실의 여성을 '저차원', '불합리함' 등으로 평가하며 자신을 현실의 여성과 관련짓지 않으려 하였다. 그러나 '함락신'의 소문을 우연히 들은 도쿠로의 메일로 계약하고, '도주혼'을 포획하기 위한 '협력자(버디)'가 되어버린다. 협력하지 않으면 자신과 엘시가 목이 떨어져 나가 죽게 되므로, 미연시 게임으로 기른 지식이나 경험을 살려 도주혼을 포획할 수 있도록 엘시와 함께 분투하고 있다.
어서 도주혼 사냥으로부터 해방되고 미소녀 게임 천국인 원래의 일상으로 돌아가고 싶다는 불평을 엘시에게 자주 하며, 공략 대상에 대해서도 일부의 예외를 제외하면 귀찮다는 불만을 늘어놓는다. 하지만 막상 공략할 때가 되면 그에 들어가는 시간이나 수고, 노력을 전혀 아까워하지 않는다. 공략 루트의 최종 대사는 엔딩이 보였다.로 통하며, 케이마의 이 대사가 등장하면 상황이 어려워 보여도 그것을 만회하고 공략(고백과 키스)에 다가갈 수 있는 해법이 등장한다. 게임을 위해서라면 건강조차 게을리 하며 철저히 현실을 부정하면서도, 현실에 대한 인식을 일깨우고 좀 더 변화하고 있는 모습도 보여준다. 의외로 엘시의 부탁으로 공략한 아유미,카논,치히로 영어시험 문제를 알려주는것과 히노키 공략을 했을 때 렙4 도주혼 포획을 실패했던 우울했던 엘시를 위로하기 위해 아유미와 치히로에게 먼저 자문을 구하는 것 보면 게임을 냉철하게 하는 모습과는 거리가 먼 모습을 보여줄 때가 있다.
고등학생이라고는 생각되지 않을 정도의 많은 게임 소프트와 다수의 게임기 본체, 영상·음향 기기를 소유하고 있지만 본인의 말로는 비용의 출처는 'M자금'이라고 한다. 또한 약점이라고 볼 수 있을 만한 것도 얼마 정도 보이며, 단 것을 싫어함, 지독한 음치에다, 그림 그리는 것이 서투름 등이 있다. 기본적으로 앉아있는 은둔형 시간이 많기 때문에 물리 활동적 체력은 약간 부족한 면이 있다.
이름인 '케이마'는 '게이머(ゲーマー)'에서 유래된 것으로, 원작자는 그를 '자신의 생각을 고집하고 말하여 왠지 올바른 일을 말하고 있는 것 같이 상황을 이끌어 가는 미친 사람'이라고 평가하고 있다. 마이지마 학교에서도 케이마는 사이코 오타쿠 안경으로 중등부까지 소문이 퍼져 있다.
엘류시아 데 루트 이마 (Elucia de Lute Ima, エリュシア·デ·ルート·イーマ)
성우 - 이토 카나에
생일 : 3월 14일 / 성별 : 여/ 혈액형 : O/ 연령 : 300세 이상(외관상 15세 전후) / 신장 : 159 / 체중 : 44 / 평가 : 가사 전용 악마 / 왼손잡이 / B83 W58 H84 /
지옥의 명계 법치성 극동 지부의 '도주혼 부대' 단 1인인 '신악마'. 계급은 삼등 공무마. 애칭은 '엘시(エルシィ)'이며, 인간계에서는 케이마와 같은 나이의 여동생으로서 취급받으며 '카츠라기 엘시'를 자칭하고 있다. 출신·성격 및 행동 때문에 케이마에게는 '버그마'로 취급당하고 있다.
도주혼 부대에 들어오기 전에는 300년 정도 지옥의 청소 담당을 맡고 있었으며, 이후 인원 부족에 시달리는 도주혼 부대로 이전되어 도쿠로의 명령으로 인간계로 왔다. 외형은 보통의 '악마'와 같은 차림이 아니며, 그녀의 평상복은 지옥의 청소계의 제복이다. 우수한 언니가 있어서 동경의 대상으로 보고 있다.
성격은 기본적으로 덜렁이로, 한편으론 순수하며 어리숙한 울보다. 케이마를 현실의 여성을 쉽게 공략할 수 있는 함락신으로 착각하여 도주혼 사냥 소동에 말려들게 해버렸다. 케이마의 성격을 이해하게 되고 나서는 냉담한 반응에 대응하는 것이나 자연스레 넘어가는 횟수도 많아진다. 케이마를 '신님(神様 가미사마[*])', '신오빠(神にーさま 가미니사마[*])'(또는 그냥 '오빠')라고 부른다. 케이마에게 애정적인 감정을 갖고 있지만 그것을 스스로 완전히 이해하지 못하고 헤매고 있다.
케이마와의 합동이 잘 되길 원하는 도쿠로의 조치로 케이마의 부친의 사생아(즉, 케이마의 이복 여동생)라는 것이 되어 케이마와 동거하고 있어, 학교에도 편입하여 같은 반에 속해 있다. 가사 능력이 높기 때문에 케이마의 어머니에게는 소중한 존재이며, 그녀의 가게인 '카페·그란파'도 돕고 있다. 귀여운 인상 덕분에 학교나 가게에서 인기가 높다.
항상 가지고 다니는 빗자루는 298년 동안 함께 한 존재이며, 사용법 나름에 따라서는 주변 일대를 말끔히 없애버릴 수 있을 정도의 파괴력을 가진다. 300년 청소 경력을 드러낼 수 있어서 스스로 청소가 매우 특기라고 말한다. 또한 '요리도 특기'라고는 하지만, 만드는 요리는 '지옥의 재료'를 사용한 '지옥의 요리'이기 때문에 인간에게는 시각적으로 적합하지 않다. 요리에 사용되었음에도 죽지 않고 살아있는 재료 그 자체가 원인이 되어 소동으로 번진 경우도 많다. 결국 케이마에게는 장점을 완전히 인정받지 못하고 '나에게서 요리와 청소를 빼면 무엇이 남는 거야?'라고 슬퍼하기도 하였다. 그림은 케이마보다 능숙하다.
TV의 아이돌을 좋아하게 되었을 때는 자신도 그 아이돌의 흉내를 내어 머리에 리본을 붙이는 등, 미하 같은 일면을 보이는 경우가 많다. 또한 '도서관 위원 공략' 에피소드 이후로 소방차를 아주 좋아하게 된다(소방차 매니아 상태).
케이마와 사냥하여 모은 도주혼의 수는 그 기간의 평균적 포획 수보다 훨씬 많아서, 도주혼 부대 내에서도 성적 우수로 여겨진다. 하지만 훈장 수여 후보에 올랐을 때는 실시간 심사에서 나태한 생활 실태가 밝혀져 버려서 반대로 2개월가량 감봉 처분을 받았다.
도주혼 탐지 센서에 의한 도주혼의 발견과 공략 대상에 대한 정보 수집, 날개옷을 이용한 물질적 지원 및 도주혼 포획 등의 서포트가 주된 역할이다. 하지만 시간이 흐를수록 케이마에게 영혼이나 지옥에 관한 정보조차 제 때에 주지 않는 등 서포터의 역할로는 별로 공헌하고 있지 않다.
의의로 하쿠아의 첫 도주혼 사냥 위기에서 케이마 공략하는 장면을 흉내를 내어서 위기를 모면하는 면과 그 후에 가끔 하쿠아를 찾아오는 하쿠아의 행동, 유이 공략 도중에 몸이 바뀌서 쓰러진 케이마의 비밀 감추기 위해 임기응변이나 눈치가 있는 행동도 보일때가 있어서 가끔 종잡을 수 없는 캐릭터.
카논이 단검에 맞아 의식불명상태가 되었을 때 대신 카논으로 변장하여 임시로 활동했다. 그러다가 카논이 깨어난 날과 밴드공연날이 일치해서 정확한 시점에 공연장에 나타나 카논, 밴드부원들과 함께 밴드공연을 성공적으로 마쳤다.
하쿠아 드 로트 헬미니움 (Haqua du Lot Herminium, ハクア·ド·ロット·ヘルミニウム)
성우 - 하야미 사오리
생일 : 4월 24일 / 성별 : 여 / 연령 : 300세 이상 / 신장 : 162 / 체중 : 46 / 평가 : 세계적인 천재 / 오른손잡이 / B80 W56 H83 /
지옥의 명계 법치성 극동 지부의 '도주혼 부대'의 토벌대 극동 지부 제 32지구장. 일등 공무마. 엘시의 학생 시절의 동기생이며 또한 친구.
항상 수석을 차지했던 천재로 학창 시절의 성적은 항상 최고였다. 가지고 있는 대낫은 수석 졸업의 상으로 받은 '증거의 낫'이다. 학창 시절에는 언제나 낙오하고 마는 엘시를 돌봐준 적이 많이 있어서, 엘시에게 있어서는 누구보다 존경하는 동기이기도 하다. 지상에서 엘시와 재회하고 나서도 엘시에게 비행 도중 멈추는 방법이나 날개옷의 복수 제어, 과거를 보여주는 스크린의 사용법을 가르쳐주었다.
천재라고는 말하지만 사실 그녀의 성적은 어디까지나 본인의 노력에 의한 것이다. 도주혼 부대의 일원이 되고 나서는 학교에서 배운 지식과 현실의 차이에 시달리고, 그에 따라 인간계에서 아무런 힘을 쓰지 못해서 엘시와 재회할 때까지 단 한 마리의 도주혼도 잡을 수 없었다. 간신히 도주혼 한 마리를 마음의 틈으로부터 내쫓는 것에 성공했지만 미처 포획하지 못하고 놓쳐버려서 그것을 쫓는 도중에 엘시와 재회한다.
'지식과 현실의 차이'와 학교에서는 낙오자였던 엘시가 높은 성적을 기록하고 있다는 현실에 대한 쇼크가 그녀의 마음의 틈을 표면에 드러내어서 결국 도주혼에 의해 조종되어 버린다. 마지막에는 엘시가 케이마를 흉내내어서, 하쿠아를 진심으로 생각하는 엘시의 마음을 담은 말을 전하자 하쿠아도 제정신으로 돌아오고 도주혼을 포획하게 된다. 그 이후로는 케이마나 엘시가 신경 쓰인다는 면과 케이마를 보기 위해 가끔 카츠라기 집에 방문한다. 엘시하고는 둘도 없는 친한사이인 동시에 엘시가 케이마 곁에 있는 것을 부러워 하는 모습이 있다.
엘시와는 다르게 지옥이나 도주혼에 대해서 상세하고 정확한 정보를 갖고 있기 때문에 케이마가 의지하고 있기도 하다. 한편으로는 '이론이나 지식만 있을 뿐 실천이 따르지 못한다'라며 케이마에게 그녀 자신이 '교과서적인' 인물임을 간파당하기도 했다.
유키에를 협력자로 하고 있지만 유키에가 눈에 보이는 성과를 내지 못하고 있기 때문에 매우 초조해 하고 있었다. '(자신에게) 협력자는 없다'라고 말할 정도로 유키에의 방법을 이해하지 못했다. 하지만 케이마의 설명을 듣고 자신이 오해를 했다는 것을 알고 그 후는 은근히 신경쓰고 있는 듯.
현재, 의식불명인 카논을 대신하는 엘시와 역할을 교환해서 케이마의 여동생 엘시로 지내다가 신지옥 지구장 모임으로 참가 했는데 빈테이지계락 ,샤리의 배신으로 지구장의 직책을 상실하고 처분당할 위기에 처하자 도쿠로 실장이 그녀의 탈출을 도움으로써 목숨을 유지 하게 되었다.

#### 여신 숙주 캐릭터
케이마에 의해 도주혼에서 해방된 이후, 지옥의 기억소거법에 따라 다른 히로인들처럼 공략 기억이 소거되었으나, 여신이 깃들게 되면서 기억이 되살아나게 된다
아유카와 텐리 (鮎川 天理)
성우 -나즈카 카오리
생일: 1월 3일/ 성별 : 여 / 연령 :7세(과거편)-> 17세(현재) / 혈액형 : A / 신장 : 157 / 체중 : 47 / 평가 : 일방통행적인 소꿉친구 / B84 W57 H84 /
케이마의 소꿉친구지만, 케이마는 '소꿉친구 속성의 조건이 완벽히 채워지지 않았다.'라고 주장한다. 마이지마 시립 미사토히기사 고등학교에 2학년으로 재학 중이다.
극도로 얌전하고 소극적인 성격으로, 언제나 뽁뽁이를 터뜨리고 있다. 친구는 없으며 특기는 마술.
이전에는 카츠라기 가의 대각선 옆 집에 살고 있었지만, 10년 전의 지진을 이유로 멀리 이사했다. 후에 엘시의 탓으로 카츠라기 가의 옆집이 빈 집이 되었기 때문에 이사해 왔다.
케이마와는 초등학교 1학년 때 같은 반을 한 사이로, 자신에게는 없는 '힘'을 갖고 있는 케이마를 이 때부터 좋아하고 있었다. 그 해의 교내 캠프에서, 케이마와 함께 조난당하게 되어 들어간 동굴 안에서 수 많은 도주혼에 습격당하자 케이마를 돕기 위해서 디아나를 몸 안에 들이게 된다. 요즘은 디아나가 너무 활동적으로 움직여서 배가 자주 고프다.
과거 편에서 케이마가 세가지의 편지를 주었는데 아직 세번째 편지에 대한 내용이 안 나와 있고, 케이마와 함께 18번째 공략대상을 처리한다.
소박한 것에도 기쁨을 느껴서, 케이마와의 인연이 진전되지 않아도 불평하는 일 없이 '서로 이웃이 되어 가끔 이야기할 수 있는 것만으로도 행복'이라고 말하고 있다.
디아나가 걸친 도주혼의 반응으로 노라에게 수난을 당하지만 그 도주혼을 이용해 간신히 위기를 넘겼다. 케이마에게 '여신이 깃들었다면 도주혼이 나가도 기억이 남아있을거다'라는 정보를 알려주고 공략한 여성들을 다시 찾아서 확인해달라고 부탁도 같이 한다. 케이마의 호감이 상승하여 날개가 생겼다 그러나 본인은 자각하지 못한다. 늘 디아나의 가끔 적극적인
접근으로 텐리나 케이마가 힘들어 한다. 여신 숙주 캐릭터들중에 가장 케이마를 이해하고 심성이 착한 캐릭터
케이마의 10번째 공략대상.
이름의 유래는 킨테츠 텐리선의 텐리 역이다.
나카가와 카논 (中川 かのん)
성우 - 토우야마 나오
생일 : 3월 3일 / 성별 : 여 / 연령 : 16세 / 혈액형 : AB / 신장 : 161 / 체중 : 45 / B86 W58 H85 /
「ALL 4 YOU」 「해피 크레센트」 등 히트곡들을 가진 아이돌 가수로 언제나 주목 대상이다. 일본에선 16살이면 고1인데 카논은 아무래도 생일이 빨라서 고2으로 조기입학한 것 같다.
얼굴 이쁘고, 노래도 잘하고, 성격도 좋지만 자신의 노래를 모르거나 자신을 알아보지 못하면 깊은 좌절감에 빠진다. 하지만 공략당한 이후 열심히 노력하고 있는 모습이 보인다. 엘시도 그녀의 열혈적인 팬으로 현재 카논의 상태로 엘시가 대역으로 활동 중이고 엘시 대역으로 하쿠아가 케이마랑 같이 다니고 있다.
걸즈밴드에 있는 아유미,치히로,미야코,엘시와 함께 케이마의 강의를 들은 적이 있으며 가끔씩 그 4명을 보러와준다. 바쁜 스케줄로 아유미,치히로,미야코,엘시가 그녀에게는 친구 수준.
케이마에게 공략당한 후 기억이 조금은 삭제된걸로 보인다. 그 후 여신의 의해서 그 기억이 다시 짜여져서 케이마와 있던 일을 다 기억하게 된 것 같다. 그 후에는 케이마에게 빠지게 되고 케이마에게 고백까지 할 정도가 된다. 그런 계기로 케이마는 카논팬들이나 공략을 했던 치히로,아유미,츠키요에게 큰 반발심을 일으키기도 하였다.
케이마의 3번째 공략대상.
아폴로가 그녀 안에 있다. 아폴로 말로는 예술적인 여신인 자신이 카논 안에 있는 것에서 카논은 선물 받은거라고 한다 또한 본녀는 바보라고 인정하는 여신이기도 하다.
빈테이지 대원 피오레의 습격때 마법 단검에 맞아 아폴로가 자기 자신과 카논을 지키기 위해 잠수를 했다. 하지만 아유미의 공략이 성공되고 메르쿠리우스가 나와 아폴로의 잠수를 풀었다.
쿠죠 츠키요 (九条 月夜)
성우 - 이구치 유카
생일 : 7월 22일 / 성별 : 여 / 연령 : 17세 / 혈액형 : A형 / 신장 : 142 / 체중 : 35 / B69 W51 H70 /
천문학부 부장으로 달을 제일 좋아하는 것 같다 가끔가다가 옥상에서 망원경으로 천체를 바라보는 것이 보인다
가정이 그렇게 좋지 못하기땜에 아름다운걸 추구하는 것 같다 루나라는 인형을 데리고 다니며 가족보다 더 소중하게 생각하는거 같다. 케이마와 엘시가 루나를 크게 만든 적이 있다.
케이마의 8번째 공략대상.
츠키요 안에 깃든 여신은 불카누스로 케이마의 공략이 완료된 후에 바로 기억이 보안된 것 같다. 불카누스는 신체가 약한 여신으로 나와있다. 하지만 물체를 자신의 의지대로 마음대로 쓸수 있기에 루나라는 인형을 이용하는 모습이 자주 포착된다. 인형이라 가끔가다가 바보같은 행동이 보이기도 하며 케이마에게 속는 모습을 볼 수 있다.
불카누스는 현재 날개까지 생긴 상태이며 디아나에게 무언의 압박을 하고있는 것 같다. 또한 케이마에게도 사랑의 진정성에 대한 의구심을 품고 있는 것 같다.
고이도 유이 (五位堂 結)
성우 - 타카가키 아야히
생일 : 10월 10일 / 성별 : 여 / 연령 : 17세 / 혈액형 : AB형 / 신장 : 160 / 체중 : 50 / B85 W59 H87 /
마이지마시에서 가장 오랜 역사를 가진 명문가의 딸. 아오야마 미오와는 친구사이인듯 하다. 취주악부 부원으로 「천재 퍼커셔니스트」라고 불리기도 했으나 집안의 반대로 탈퇴하였다. 음악을 상당히 좋아하지만 집안의 반대에 대해 이렇다할 반항도 못하는 딱한 처지
케이마의 14번째 공략대상.
도주혼의 영향으로 케이마와 유이의 몸이 뒤바뀌어 유이가 케이마를 공략한 꼴이 되었다 그후에 휴우증으로 유이의 성향이 변해 남학생의 교복을 입고 남성적으로 변하게 된다
케이마의 몸속에 있었을 때 밴드부에서 드럼을 친후로 드럼에 빠져 밴드부에 드러머로 들어간다
케이마가 만나기 싫어한다.
유이 안에 깃든 여신은 마르스로 전사를 칭하는 여신이다. 조금씩 케이마의 공략에 대한 기억을 회복하고 있으며 케이마가 정통악마사로 변장한 하쿠아에게 공격 당할 위기에 놓였을 때 각성하여 물리친다.
케이마에게 키스를 하여 날개가 생김.
시오미야 시오리 (汐宮 栞)
성우 - 하나자와 카나
생일 : 12월 26일 / 성별 : 여 / 연령 : 17세 / 혈액형 : B / 신장 : 157 / 체중 : 41 / B78 W54 H80 /
사립 마이지마 학원 고교 2학년 C반의 도서 위원. 케이마와 4번째 공략 대상이다. 책을 사랑하고 책의 세계에 살고 있다. 얌전하고 소극적이며 사람과 얘기하는 것에 서투르지만 머릿속에서는 항상 많은 일을 생각하고 있다. 그 때문에 책의 세계에 심취하여 언제나 다양한 책을 읽고 있다.
그러나 본심은 다른 사람들과 이야기를 하고 싶어하며, 그것이 마음의 틈새가 되었다. 도주혼의 영향으로 도서관의 책을 모두 읽고 그것을 기억하는 능력이 발현되었다.
소설을 쓰고 있으며 케이마도 어찌할 도리를 못느낄 정도의 정체불명의 내용이지만 어느 정도 자부심을 느끼는 것 같고 자신의 이야기에 대해 쓰고 있다.
여신 미네르바의 숙주
타카하라 아유미 (高原 歩美)
성우 - 타케타츠 아야나
생일 : 5월 2일 / 성별 : 여 / 연령 : 17세 / 혈액형 : O / 신장 : 158 / 체중 : 50 / B84 W60 H85 /
육상부에서 허들이 주종목인 밝고 활발한 여자 아이. 달리기 시작하면 멈출 수 없는, 항상 앞을 향해 힘차게 달리고 있는 육상 소녀지만, 최근에는 육상 기록이 좋아지지 않는 것이 고민인듯 하다. 케이마를 「오타메가네(오타쿠 안경)」라고 부른다. 치히로 공략이후 케이마 관계에서 은근히 케이마와 치히로를 신경이 씌어서 마음이 편치 못하다.
케이마의 1번째 공략대상.
치히로의 제의로 밴드부를 만들지만 공식적인 결성 과정에서 케이마의 도움을 받았다. 결성시 인원은 엘시, 치히로, 미야코, 아유미이고 그 후 드러머로 '고이도 유이'가 들어왔다. 가끔씩 카논이 놀러온다.
여신 메르쿠리우스의 숙주.

#### 유피테르 6자매 여신 캐릭터
천상계의 여신들. 천계의 왕족이다. 먼 옛날 천계를 다스리던 왕의 이름인 유피테르 일족의 이름과 피를 이어 받은 자매들이다.
과거 인간계와 천상계를 지배하려고 했던 고악마들을 막기 위해 신악마들과 협력, 고악마들을 자신들과 함께 봉인시켰던 존재. 하지만 현대에 누군가에 의해 봉인이 풀리면서 도주하는 고악마(=도주혼)들의 틈에 섞여 인간계로 오게 된다.
오랫동안 봉인되어 있었던지라 막 인간계로 왔을 당시엔 과거의 힘을 대부분 잃어버린 상태였으며, 힘이 회복될 때까지 숨어있기 위해서 고악마가 여성에게 빙의할 때 그 틈에 몰래 숨어 같이 빙의되었다
천계의 신들 이름을 그리스로마신화에서 따왔으며 각 신들과 숙주 캐릭터들이 매치되는 점도 있다. 단, 불카누스와 츠키요의 특징은 정 반대이다.(불카누스=추함, 절름발이, 장애<->츠키요=아름다움)
디아나(아르테미스)
텐리의 안에 깃든 '유피테르 6자매 여신' 중 한 명. 10년 전에 케이마와 텐리가 대량의 도주혼에게 습격당할 때 탈출을 도왔고, 그 이후로 텐리 안에 있다. 거울 안에서는 텐리의 모습으로 타인과 이야기도 할 수 있지만, 주위에 거울이 없거나 힘을 써야 할 때가 오면 텐리의 몸을 빌린다. 그녀가 텐리의 표층 의식이 되면 눈동자가 붉게 빛나고 눈이 날카로워진다. 장기 등 '수를 읽는 것'이 필요한 게임에는 정말로 강하다. 본인은 '일단 신이므로 인간에게는 지지 않는다.'라고 말한다. 텐리와 케이마의 키스로 사랑의 감정이 증가한 것 덕분에 천사의 고리가 눈에 보일 정도로 힘을 회복하고 있다. 텐리의 사랑의 감정을 한층 더 끌어올리기 위해 케이마와 결혼시키려고 노력하기도 한다.(텐리는 이러한 디아나의 무리한 방식에 조금 힘들어 한다.) 이런 이유로 케이마가 도주혼을 꺼낼 때는 그 여성과 사랑에 빠진다는 것을 엘시로부터 처음 들었을 때는 분노하여 케이마를 격렬하게 비난하기도 했다. 또한 언니인 불카누스한테 날개가 돋은 것을 보고 케이마의 텐리에 대한 사랑이 츠키요에게 밀렸다며 상당한 위기의식을 느끼고 있다. 기본적으로는 성실하지만, 이름에서 보이듯 아르테미스처럼 직설적인 면도 있어서 소극적인 텐리 대신에 케이마를 밀어 넘어뜨리는 등 다소 억지스런 방법도 사용한다. 그러나 텐리가 자고 있을 때 등의 경우에 케이마와 단 둘이 있게 되면 극단적으로 동요하는 등, 실은 남성에 대한 면역이 별로 강하지 않다는 것을 알 수 있고 성격이 까칠해서 인지 늘 여신 언니나 동생에게 놀림의 대상이기도 하다.
아폴로(아폴론)
나카가와 카논한테서 도주혼이 빠진 후 카논 몸 안에 생긴 유피테르 6자매 여신 중에 둘째 언니이자 예술의 신. 본 얼굴에 양볼 아랫쪽에 삼각형 문양이 생기고 이마에도 조그만한 문양이 생기는 것이 특징이다. 디아나랑 마찬가지로 거울이나 카논의 모습을 비추는 투명한 물체로 이용해 카논하고 이야기를 주고 받는다. 전체적으로 본다면 여동생인 디아나와 비교해서 성미가 급하고 지성도 떨어진다. 카논의 마음을 빌려서 힘을 찾는데 성공했지만 경솔한 행동으로 전통악마사인 피오레에게 저주의 마력단검에 맞고 의식불명 상태가 되어버린다. 현재는 불카누스와 디아나가 힘을 함쳐 마력단검을 빼냈지만 찔리기 전 자신과 카논을 지키기 위해 잠수를 해서 위험상황에서는 벗어났지만 스스로 자신과 숙주의 몸을 지키는 '침수'를 사용하여 메르쿠리우스가 깨어나기전까지 여전히 깨어나지 못하고 있다. 하지만 아유미의 공략이 성공되고 메르쿠리우스의 도움으로 '침수'에서 깨어났다. 천계의 무녀로 빈테이지에게 당할 때 신탁을 남겼다.
불카누스(헤파이스토스)
쿠죠 츠키요한테서 도주혼이 빠진 후 츠키요 몸 안에 생긴 유피테르 6자매 여신 중 한명으로 가장 맏언니 이자 정의와 정밀의 여신. 본인 말에 따르면 '눈도 나쁘고 귀도 멀고 걷지도 못하는 무력한 여신'이라고 한다. 하지만 주위에 있는 물체를 조종하는 힘을 가지고 있다 (때문에 츠키요의 인형, 루나를 통해 케이마에게 자신의 의사를 전달하며 공격하기도 한다). 츠키요를 '자신이 본 그 누구보다도 아름다운 소녀'라고 생각하고 있고, 여신 공략을 위해 분주하는 케이마를 최악의 남자라 여기기 때문에 츠키요에게 절대 접근시키려 하지 않았다. 하지만 케이마의 츠키요 재공략이 성공해 날개가 생기고 모든 사정을 파악한 후, 케이마 집에서 난동을 부리던 피오레를 가볍게 제압하고 동생 디아나와도 재회하게 된다. 디아나가 텐리와 케이마를 연결시키려는 것처럼 불카누스 역시 자신의 숙주 츠키요를 위해 케이마에게 츠키요 이외의 여자와는 접촉시키려 하지 않는다. 심지어 케이마가 자신의 동생인 디아나와 얘기하는 것마저 탐탁치 않아 할 정도. 케이마에게 반드시 츠키요와 맺어져야 한다며 무서운 경고를 했다.
마르스(아레스)
고이도 유이 몸 안에 깃든 유피테르 6자매 여신 중 한명. 본인 말로는 악을 벌하는 전사라고 한다. 아폴로, 불카누스와는 다르게 뒤늦게 숙주, 고이도 유이 몸안에 깃들었다. 다른 여신들과 다르게 여성적인 성격보다 남성 성향과 전사답게 전사적인 성격의 성향이다. 그전에 등장한 여신들과는 다르게 비교적 늦게 각성했기 때문에 상황을 이해하지 못하고 있었으며 또한 유이의 남장, 케이마의 여장을 보고 인간계에 대해 상당히 혼란스러워하고 있었다. 유이의 데이트를 도와준 후 자신의 상황을 해결하려 하고 있다. 유이와 대화를 말때는 물 위에 비친 모습이나 그림자로 말한다. 유이를 아름다운 눈빛과 강한 의지를 가지고 있는 여자라며 상당히 마음에 들어하고 있는 듯. 마르스 역시 케이마의 여장 공략으로 인해 날개가 돋게 된다.
미네르바(아테나)
시오미야 시오리 몸 안에 깃든 유피테르 6자매 여신 중 한명. 외견상 가장 어린이같은 귀여운 외모이고 몸집도 가장 작다. 다른 여신들과는 다르게 시오리의 시야에 머물고 있으며 특히 시오리만 있을 때 나타나고 괴상한 책을 들고 있는 것과 굉장히 수줍음을 많이 타는 것이 특징이다. 언니인 아폴로의 신탁으로 인해 타인과 접촉하는 것을 지극히 경계하고 있다. 여신들중 가장 어리기 때문에 언니들에게 종종 당하기도 한다. 방어계열의 마법을 사용하는 것 같다.
메르쿠리우스(헤르메스)
타카하라 아유미 몸 안에 깃든 유피테르 6자매 여신 중 한명. 다른 자매들과는 달리 까만 피부를 가지고 있으며 마술에 능하다. 처음 깨어났을때에 바로 잠들정도로 잠을 좋아하며,주위의 상황은 별로신경쓰지 않는 듯 하지만 꽤 논리적이다.

### 공략 대상
아오야마 미오 (青山 美生)
성우 - 유우키 아오이
생일 : 1월 2일 / 성별 : 여 / 연령 : 17세 / 혈액형 : A / 신장 : 149 / 체중 : 34 / B74 W54 H77 /
학생들을 「서민」이라고 부르는 대재벌 아오야마가의 딸. 운전기사가 딸린 전세 자동차로 학교에 등교하고 잔돈이 뭔지도 잘 모르는, 말 그대로 재벌 집 따님. 하지만 아버지의 죽음으로 어머니와 함께 일을 하면서 생계를 유지하고 있다.
케이마의 2번째 공략대상이며 기억은 삭제되어 케이마가 운전기사 모리타로 바뀌어 기억되었다.
아무리 재벌이 아니여도 아오야마가의 딸은 변하지 않는다고 생각한다. 또한 재건을 꿈꾸고 있다.
기억조작으로 케이마의 여신추정목록에서 제외되었다.
카스가 쿠스노키 (春日 楠)
성우 - 코시미즈 아미
생일 : 4월 10일 / 성별 : 여 / 연령 : 18세 / 혈액형 : A / 신장 : 175 / 체중 : 55 / B89 W57 H90 /
가업으로 이어지는 무술도장의 당주인 여자. 케이마보다 한 살 연상이며 여자 고무술부의 주장도 맡고 있다. 주먹을 휘두를 때 생기는 바람만으로 남자를 날려버릴 정도의 실력자. 그러나 귀여운 것이나 유약한 것을 좋아하는 여성적인 부분도 있다.
케이마의 5번째 공략대상.
케이마가 도망간걸로 기억이 조작되어 여신추정목록에서 제외되었다. 히노키 공략 때 기억 조작 내용때문에 애를 먹는다.
코사카 치히로 (小阪 ちひろ)
성우 - 아스미 카나
생일 : 12월 3일 / 성별 : 여 / 연령 : 17세 / 혈액형 : O / 신장 : 158 / 체중 : 50 / B82 W61 H85 /
이렇다할 특징이 없는 평범한 여자아이. 케이마의 학교에 온 엘시와 친구사이이기도 하다. 성격도 어중간하고, 외모도 어중간하고, 특별한 특기도 없다는 것이 본인에게는 컴플렉스인듯 하다. 아유미와 아주 친한 친구사이다.
케이마의 6번째 공략대상.
공략 후 뭔가에 열중 해봐야겠다는 의지 덕분에 아유미,엘시,미야코와 함께 밴드부를 결성한다. 선생님께 정식으로 결성인정을 받으려고 4명 전원 100점을 목표로 하고 케이마에게 영어를 배우지만 엘시만 100점을 채우지 못해 좌절하지만 케이마가 99점을 맞아서(영어선생님은 케이마를 진짜로 싫어함) 운좋게 결성되고 카논에게 가끔씩 조율받는다.케이마의 여신추정목록에서 케이마 호감의 날 조작으로 제외되었다.
나가세 쥰 (長瀬 純)
성우 - 토요사키 아키
생일 : 7월 18일 / 성별 : 여 / 연령 : 21세 / 혈액형 : O / 신장 : 162 / 체중 : 47 / B88 W59 H85 /
케이마의 학교에 온 교생선생님. 마이지마 학교 여자농구부의 주장 출신이며, 한물간 프로레슬링 선수를 무척 좋아한다. 모든 일에 최선을 다하는 이상주의자. 사람들 사이에 섞이지 못하는 케이마를 불쌍하게 여기며, 스스로 케이마에게 접근한다.
케이마의 7번째 공략대상.
현재는 선생으로 일하고 있다. 케이마를 기억하고는 있지만 케이마의 여신추정목록에서는 제외되었다.
이코마 미나미 (生駒 みなみ)
생일 : 2월 20일 / 성별 : 여 / 연령 : 15세 / 혈액형 : B / 신장 : 151 / 체중 : 41 / B78 W56 H80 /
케이마가 다니는 학교의 중등부 3학년 여자아이. 케이마의 2년 후배인 셈이다. 수영부 부원으로써 중학교 3년간을 수영에만 매진하였다. 때문에 3학년이 되어 수영대회에 출전할 수 없게 되자, 남은 시간을 뭘하며 보내야 할지도 알 수 없게 되어버린 듯 하다.
케이마의 9번째 공략대상.
도주혼이 씌워진 여성들중 유일하게 케이마가 기억에서 완전 삭제되어 케이마의 접근조차도 놀란다. 케이마의 여신추정목록에서 제외되었다.
히나가 리에코 (日永 梨枝子)
생일 : 6월 21일 / 성별 : 여 /
케이마 가족이 오봉(한국의 추석과 비슷한 명절)을 맞이하여 시골에 갔을 때 만난 여성이다. 처음에는 귀신인 것처럼 보였고, 이상한 성격을 가진 여자 아이의 속에 도주혼이 있는 것처럼 보이기도 했지만.... 그동안의 공략과는 다르게 엘시의 설득(도주혼은 전생이 목적이지만 리에코의 몸으로는 전생불가)을 통해서, 도주혼이 스스로 그녀에게서 빠져나왔다.
케이마의 11번째 공략대상으로 치부되는것 같다.
기억조작의 여부는 밝혀지지 않았으나 여신추정목록에서 제외되었다.
우에모토 스미레 (上本 スミレ)
생일 : 5월 19일 / 성별 : 여 / 연령 : 17세 / 혈액형 : O / 신장 : 157 / 체중 : 49 / B87 W58 H87 /
「우에모토야」라는 라면집의 점원 겸 사장의 딸. 달콤한 맛의 라면이라는 괴상한 메뉴를 개발중이다. 라면집의 딸로써 아버지와 함께 라면을 만드는 소박한 꿈을 가진 소녀. 나이는 케이마와 동갑이지만 학교는 다르다.
케이마의 12번째 공략대상.
도주혼이 회수된후에는 스미레가 주인이 되고 라면집은 성공하게 된다
케이마의 여신추정목록에는 제외되었다
하이바라 나나카 (榛原 七香)
생일 : 2월 6일 / 성별 : 여 / 연령 : 17세 / 혈액형 : B / 신장 : 151 / 체중 : 37 / B77 W56 H78 /
장기를 굉장히 잘 두는 여자아이. 관서(오사카 부근)지방 사투리를 쓰는 것이 특징이다. 승부욕이 강하고 지는 것을 싫어해서 장기에서 지거나 질것 같은 상황이 되면 그대로 울어버린다. 아유카와 텐리와는 같은 학교, 같은반인데 텐리를 바보취급하여 디아나가 텐리의 몸을 빌려 장기에서 이기지만 그 이후 계속 텐리를 쫓아 다닌다.
케이마의 13번째 공략대상.
케이마의 여신추정목록에서 제외되었다.
카스가 히노키 (春日 檜)
생일 : 8월 5일 / 성별 : 여 / 연령 : 20세 / 혈액형 : O형 / 신장 : 174 / 체중 : 53 / B95 W61 H90 /
카스가 쿠스노키의 친언니. 어렸을때부터 쿠스노키의 동경의 대상이었다. 다만 쿠스노키보다 더 자유분방한 성격 탓에 어렸을 때 가출하여 해외에서 많은 일들을 해왔다. 가출한지 5년만에 갑자기 여동생이 있는 일본으로 돌아온 것에는 뭔가 특별한 이유가 있는 듯 하다. 공략 후에 다시 외국으로 나간다.
케이마의 15번째 공략대상.
피오레에 의해서 도주혼이 실체화되었었다.
쿠라카와 아카리
생일 : 11월 12일 / 성별 : 여 / 연령 : 17세 / 성별,나이 정도밖에 알 수 없는 정보거의 제로의 인물
생물부원으로 취미는 로봇 만들기. 겉보기에는 어려 보이는 소녀지만 나이는 케이마보다 한살 위. 생물부에서 매일 지내는것 같다. 곁에 가면 감당못할 악취가 풍겨오기에 학급에서도 친한 친구가 없는 것 같다. 로봇 만들기가 취미라 로봇부에게 놀림의 대상이 되는거 같은데 로봇 만들기 빼고는 안중에도 없는거 같다.
케이마가 유일하게 공략 실패한 대상.
케이마가 공략하는 동안 케이마를 정신적으로 농락 한 인물로 신악마쪽 관련된 인물인듯 싶으며'리뮤엘'이라고 불린다. 또한 케이마,아유미,치히로,카논,엘시의 반인 2-B반 담임 선생님인 유리하고 아주 각별한 사이이기도 하다.
여신추정목록에서는 제외되었다.

#### 과거편 공략 대상
시라토리 우라라
생일 : / 성별: 여/ 연령: 7세->17세(추정)
아버지와 어머니는 현재 악마로 인하여 죽은상태.
할아버지가 빈티지를 죽이려고, 성벽을 만들지만 역시 실패 당하고 죽게 된다.
케이마의 17번째 공략대상.
16번째 공략 대상인 도쿠로의 의해 이틀전으로 돌아와 악마를 잡게 되고, 할아버지한테 공사를 중지 해라고 명령한다.
카오리
생일: / 성별: 여 / 연령:12세->22세(추정)
악마와 계약을 펼친 첫번째 대상이고, 케이마는 그녀의 공략을 여왕 공략이라 부른다.
케이마와 텐리의 관계를 이간질 시키려고 한다.
케이마의 특성을 잘 아는 인물로 케이마가 공략하기 위해 텐리를 이용한다.
케이마의 18번째 공략대상.

### 도주혼 부대와 협력자
도쿠로 스컬 (Docrow Skull, ドクロウ・スカール)/ 니카이도 유리
성우 - 쿠지라
직업 : 신지옥 망령대책실장 및 케이마의 담임선생님/ 성별: 여성
도주혼 부대를 관리와 파견을 주로 맡고 있는 신지옥 망령대책실장 카츠라기 케이마에게 계약을 맺게 하는 장본인이며 인간계인 빌리의 부트 캠프등 엘시가 파견하기 전에 원하는 것 보면 인간계에서 관심이 있는듯 하다. 신지옥계 기관단체 회의에 하는 당일 휴가를 가 엘시의 실태에 오해가 쌓여 엘시의 이미지가 나빠졌다, 도주혼 부대를 모아 엘시의 이미지 회복 겸해서 도주혼 부대에 사기 증진을 시키기 위해 엘시에게 실장상을 수여 하였는데 정작 엘시는 수여당시 청소하러 돌아간다.
과거에 고등학생에 모습이며, 자꾸만 죽게되면서 아기에 모습으로 변한다. 신만이 아는세계 과거편에 나오는 첫번째 대상이며 케이마의 16번째 공략 대상이다. 과거의 분신은 공략 당한 이후에 케이마의 협력자로 나선다.
도쿠로가 사라진건 10년간의 준비를 위해 케이마의 담임 선생님을 하고 있으며, 현재 가명인 니카이도 유리로 살아간다.
마루이 유키에 (丸井 雪枝)
생일 : 9월 7일 / 성별 : 여 / 연령 : 54세 / 혈액형 : A형 / 신장 : 워매 작아서 워쩌~ / 체중 : 워매~ 쪼까 거시기한다. / 그것도 거시기혀~
직업 : 고쿠르트 아줌마
하쿠아의 버디. 느긋한 성격의 소유자로 도주혼 보유자 집들을 돌아다니면서 고쿠르트를 권하고 있다.
주인공인 케이마는 도주혼 보유자를 이성으로 공략하여 마음의 틈을 채우는데에 반해, 고쿠르트 아줌마의 일을 하면서 만남을 반복하며 도주혼을 사냥한다.
노라 프로리안 레오리아 (Nora Floriann Leoria, ノーラ・フロリアン・レオリア)
생일 : 8월 27일 / 성별 : 여 / 연령 : 300세 이상 / 혈액형 : A / 신장 : 167 / 체중 : 52 / B92 W59 H90
엘시가 담당하는 쪽 지구장으로 신지옥 내 명문 집안 출신. 뭔가 흥미 있는 일이라면 나타나서 주인공인 카츠라기 케이마나 엘시,하쿠아등을 귀찮게 만드는 경향이 있으며 목적을 이루기 위해 수단방법을 안 가리는 것과 실적이 좋은 엘시(협력자 공이지만)나 엘리트 악마인 하쿠아에게는 앙숙관계이다. 또한 하쿠아의 작은 도발에도 화를 잘 내고 케이마를 죽일려고는 행동하는 등을 보면 난폭한 면을 지녔다. 엘시, 하쿠아보다 10살 연상.
아사마 료 (浅間 亮)
생일 : 8월 3일 / 연령 : 18세
노라의 버디로 나르시스트한 성격의 소유자. 언제나 장미를 입에 물고 다니며 귀공자같은 외모를 가지고 있다. 하지만 자기 이름을 한자로 못 쓰고, 도주혼 공략시에 대사를 외우지 못하는 걸 보면 천연바보 캐릭터이다. 노라에게 전혀 도움이 되지 못하는 협력자. 그의 말로는 자신이 노라의 버디가 된 이유가 가슴이라고 한다
샤리아 프레이 아몬(틀:Shyaria Prey Amon)
생일 : ? / 성별 : 여 / 연령 : 300세 이상 / 혈액형 : ? / 신장 : 미상 / 체중 : 미상 / 미상
지구 제30-4 구역을 맡고 있는 지구장 하쿠아하고는 동기로 하쿠아하고 절친이다. 하지만 샤리아 빈테이지의 압력으로 하쿠아를 위험에 빠뜨린 장본인

### 카츠라기 가의 인물
카츠라기 마리 (桂木 麻里)
성우 - 유즈키 료카
카츠라기 케이마의 보호자이면서 생모
직업 : 카페 그랜파를 운영하는 사장
성별 : 여 / 혈액형 : AB형/ 연령 ? / 생일 : 5월 25일 / 키 : 168cm / 몸무게: 53kg / 신체사이즈 : 89-56-86 /
성격 : 카츠라기 케이마 아버지는 밖에서 보내는 시간이 많아서 정작 집에서는 카츠라기 케이마와 엄마하고 단둘이 지냈다.하나밖에 없는 아들인 카츠라기 케이마를 키우면서 평상시에 어머니의 역할을 보여준다. 본래 케이마의 엄마는 과거의 폭주족 출신이었다. 폭주족 출신이라서 그런지 자동차나 오토바이를 운전할 때 아주 험악하게 운전하는 경향이 있다. 누구보다 아들인 카츠라기 케이마의 어머니 역할을 잘 하려는 책임감을 지니고 있다.
카츠라기 케이이치 (桂木 桂一)
카츠라기 마리의 남편이자 카츠라기 케이마의 생부
직업 : 기자
성격 : 직장 때문에 집을 비우는 일이 많음.
카츠라기 덴마 (桂木 伝馬)
직업 : 오쿠야마현 야마구치촌 50년 넘게 도자기 굳는 장인(장인이라서 그런지 도자기가 비싼값으로 팔린다.)
성격 : 손주인 카츠라기 케이마를 좋아하는 반면 며느리가 되는 카츠라기 케이마의 어머니에게는 무척이나 냉정한 반응을 보인다. 케이마의 어머니가 폭주족 출신이란 이유로 많이 경계하는 듯하다. 손자인 카츠라기 케이마에게 미소녀 애니메이션, 게임 캐릭터 얼굴을 들어간 도자기를 만들어 케이마에게 주기도 하였다. 정작 케이마는 할아버지 사랑을 약간 귀찮아 하지만 엘시의 말에 조금은 할아버지 생각을 해준다.

### 마이지마 학원의 인물
코다마 이치로 (児玉 一郎)
성우 - 나카오 류세이
마이지마 학원 고등부 3-D의 담임선생님이자 영어 선생님. 마이지마 학원 문화부 주임을 맡고 있다. 2-B 담임 선생님하고 같은 교무실을 쓰고 있다. 카츠라기 케이마하고의 수업태도 불량하여 갈등이 많고, 영어 성적이 형편 없다는 핑계로 코사카 치히로, 엘시, 다카하라 아유미, 테라다 미야코가 만드는 밴드 특활부를 거절하기도 한다. 하지만 케이마가 영어 시험에서 99점을 받는 바람에 기쁜 나머지 밴드부를 허락해준다.
테라다 미야코 (寺田 京)
성우 - 치카무라 노조미
아유미와 같은 육상부 소속이자 같은 반. 또한 엘시, 치히로, 아유미, 유이와 함께 특활부로 걸즈밴드를 결성한다.
이시키리 이즈미 (石切 いづみ)
성우 - 마키구치 마유키
아유미와 같은 육상부 소속의 소녀.
시라토리 쇼타로 (白鳥 正太郎)
생일 - 4월 8일
시라토리 우라라의 할아버지(엄청난 동안의 소유자 이기도 하다). 시라토리 가문의 당주이자 마이지마 학원의 원래 소유자. 과거 케이마의 도움으로 우라라와 함께 자신의 딸 카요코의 도주혼을 몰아낸다. 그 후 케이마의 부탁에 따라 과거에서부터 현재까지 악마에 대한 비밀을 지키고 텐리와 함께 여신 숙주들을 보호한다 그 외에도 엘시가 마이자마 학원 입학하는 걸 도와주고 니카이도(도쿠로)를 2-B반 담임으로 배치하고 케이마를 돕는다

### 정통악마사(빈테이지)와 캐릭터
"악마는 악마처럼 살아야 된다"고하는 구지옥을 신봉하고, 지옥의 악마들이 다시 악마처럼 되길 바라는 일부 신악마. 그런 신악마 중에서도 과격한 단체를 '정통악마사'라고 부른다. 구지옥 부활을 하려고 유피테르 6자매를 노리거나 도주혼의 레벨을 강화를 하는 구지옥의 부활로 최대의 목적이라고 생각하는 위법 단체.
피오레 로델리아 라비그네리
정통악마사(빈테이지)에 소속되어 있으며 신지옥계 특별 훈련악마 1등급 클래스에 속하는 캐릭터. 노라랑 마찬가지로 신지옥계의 명문 집안 출신이며 하쿠아와 엘시하고 같은 동기생이기도 하다.
겉으로는 온화한 성격을 띄면서 속으로는 전통악마사로 소속되어 난폭한 면을 지닌 이중적인 캐릭터이다. 졸업할 때 수석으로 졸업했던 하쿠아에게 많은 열등감을 가지고 있으며, 자신을 인정하지 않는 신지옥에 대해 반감을 가지고 있다. 쿠스노키의 언니인 하노키의 몸에 있던 도주혼 레벨 강화를 시켜서 도주혼의 포획을 하는데 어려움을 주었던 장본인이며, 유피테르 자매 중 아폴로를 단검으로 찌르기도 하였다. 정통악마사의 내에서 계급은 아주 낮은 편이며, 정통악마사 내에서 인정을 받기 위해 이같은 만행을 저지른다.
류네
정통악마사(빈테이지)중급 간부이고 정통악마사(빈테이지)대원들을 맡고 관리하고 있다. 하쿠아의 관할하는 지구장 후임을 맡고 있다. 성격은 붕어빵을 좋아하고 캇트칼을 소지하여 손바닥을 자해를 했을정도로 성격이 난폭하고 기다리는 것을 아주 싫어한다.

### 소설 오리지널 캐릭터
(1) 신과 악마와 천사
1 아마미 토오루(天美 透)
라이트 노벨판(소설판) 1권<부제 - 신과 악마와 천사>의 오리지널 히로인.
전파계라는 속성으로 나오는데, 그로 인해서 그 행동을 종잡을 수 없다.
케이마가 오디맵 근처 찻집에서 차를 마시던 중 화재에 휘말리고 그를 구해주면서 알게 되었다. 처음에 천사 코스프레를 한 모습으로 만났기 때문에 두 번째 만남에서도 천사로서 행동한다.
다시금 케이마가 접근했을 때는 케이마를 떠보기 위해 근처의 갓캄랜드라는 유원지에서 시간을 끌지만 중간에 사라져 버린다.
이후 요시노 아사미 공략과 엇갈린 공략 루트를 타게 되며, 도주혼 센서로 그녀를 찾던 도중 다른 보유자(요시노 아사미)의 등장으로 엘시가 쫓게 되나, 엘시는 그녀를 놓쳐버리고, 케이마는 요시노 아사미와 함께 시간을 보내던 중 그 모습을 목격당해 사태는 더욱더 심화된다.
후에 다시 한 번 그녀를 봤을 때, 그녀는 더 이상 통통 튀는 듯한 특유의 말투를 사용하는 전파계 소녀가 아닌, 상류층 아가씨의 모습으로 보이고, 이 때 엘시가 던진 "마치 다른 사람 같다"는 말이 힌트가 되어 케이마가 요시노 아사미를 공략하는데 도움이 된다.
요시노 아사미 엔딩 직후, 그 키스신을 들켜 사태가 복잡해지는 듯 했지만, 케이마는 그마저 이용하야 그녀의 저택에 잠입, 악마 일파와 계약했다는 둥, 상대를 구하기 위한 키스였다는 둥 동화 같은 이야기를 떠들고, 반대로 동화같은 이야기를 하던 아마미 토오루 쪽이 부정하는 사태에서 결국 역전, 함락된다.
프로필
아마미 토오루(天美 透)
속성 : 전파계
생일 : 10월 7일
혈액형 : AB
신장 : 158
체중 : 44
쓰리 사이즈 : B86 W59 H82
직업 : 꽃집 주인
좋아하는 것 : 천사 상품, 폭신폭신한 시폰케이크, 시집
싫어하는 것 : 수학
최근의 고민 : 자고 일어나면 자신이 누군지 헷갈린다.
메모 : 둥둥 떠다니는 언동. 메르헨 타입 말투. 하지만 마음속 깊은 곳에서는 남들과 다른 것을 서글프게 여긴다. 전파계이지만, 자신이 그러한 언동을 취하는 것을 매우 냉정하게 잘 파악하고 있다. 남들보다도 감수성이 깊고, 머
리가 좋기에 상처 입지 않도록 굳이 그렇게 행동하는 느낌도 있다.
갈색 긴 머리카락. 비교적 스타일이 좋다. 하얀 미니스커트. 천사 코스프레가 어울린다. 다리가 길다. 티아라 같은 것을 달고 있다. 약간 서양인 같은 이미지. 하얀색. 멍한 표정을 하고 있을 때가 많다. 뭔가 다른 걸 보는 듯한 눈을 하고 있을 때가 있다. 케이마를 돌아볼 때, 소악마 같은 표정으로 변할 때가 있는데, 순진무구한느낌. 낄낄 천연덕스럽게 웃는다. 울 때는 외롭게 몰래 운다. 목소리는 귀여우나 약간 허스키한 느낌.
2. 요시노 아사미(吉野 麻美).
라이트 노벨판 신과 악마와 천사의 오리지널 히로인.
케이마와 같은 반에 위치해 있으며 애니나 본편에서도 종종 등장한다.
자리는 케이마의 줄에서 가장 뒷자리.
한국판 만화책 정발본의 겉표지 안쪽, 반 내부의 자리를 소개하는 컷에서 나왔으나, 한국판을 번역하는 사람의 무관심과 그 실수로 요시노 아사미가 아닌, 요시노 마미로 번역되어 있다. -> 이를 보아 한국 쪽에선 소설판에 아예 관심이 없는 듯한 낌새다.
아마미 토오루 공략 중 아마미 토오루를 놓치고 그녀를 찾던 중에 발견되었으며, 직후 아마미 토오루 역시 등장, 케이마는 아마미 토오루 쪽에 엘시를 붙여놓고 요시노 아사미를 쫓아가지만, 지나치게 평범하다는 것 외에는 아무런 정보도 얻지 못한다.
그러던 와중, 집에서 나온 그녀와 다시 마주치고, 이번에는 완전히 사람이 달라진(좀전까지 평범이었다면 이번엔 발랄한 소녀) 모습의 요시노 아사미와 찻집에서 차를 마시다가, 난입한 아마미 토오루로 인해 상황은 완전히 꼬여버린다.(Nice Boat?)
학교 내에서 요시노 아사미가 자신을 좋아하고 있을 지도 모른다는 정보를 듣고 더욱 혼란에 빠진 케이마. 그러나 아마미 토오루가 전혀 다른 사람으로 보인 점에서 힌트를 착안
발랄한 모습을 보일 때의 요시노 아사미가 사실은 쌍둥이 동생 요시노 이쿠미라는 것을 폭로하고 그녀의 협조를 얻어 갓캄 랜드에 요시노 아사미를 초대한다.
평범함은 가면. 사실은 인간을 기피하는 모습을 보이는 요시노 아사미가 결국 갓캄랜드에서 도주할 때 퇴로를 차단하고, 케이마는 요시노 아사미를 엔딩에 이르게 한다. -이 때 아마미 토오루가 그 키스 장면을 목격해버린다-
프로필
요시노 아사미(吉野 麻美)
속성 : ???
생일 : 6월 6일.
혈액형 : A
신장 : 156
체중 : 42
쓰리 사이즈 : B83 W58 H81
직업 : 다도부 부원
좋아하는 것 : 딱히 없음
싫어하는 것 : 딱히 없음
최근의 고민 : 딱히 없음
메모 : 우등생 캐릭터 뭐든 할 수 있다. 비교적 감정표현을 억누른다. 평균 체격
에 평균 키 청초하며 빈틈없는 느낌 게다가 특징이 없는 귀여움 무속성 귀여움 무표정은 아니지만 그에 준할 정도 조용함 독서를 좋아하지만 무미건조한 책을 읽을 것 같다. 목소리도 침착하다. 바퀴벌레를 보고도 비명을 지르지 않을 것 같다. 하지만 무섭지 않은 건아니다. 감정 표현에 서투르다. 울 때는 똑 하고 눈물방울 흘리는 타입 주위에서 고립하고 있는 건 아니지만 우선순위가 낮아질 때가 많다. 그리고 그것을 불평하지도 않는다. 언제나 뒤에 숨어서 기다리고 있는 이미지 절대 투정부리지 않는 타입 어린애나 강아지를 봐도 잘 "귀엽다"고 말하지 못한다.
(2) 기도와 저주와 기적
3. 아쿠라가와 시노((阿倉川 紫埜).
라이트 노벨판 2권 기도와 저주와 기적의 제 1챕터에 나온 오리지널 히로인.
여태껏 나왔던 히로인들 중에서 나가세 준을 제외한 유일한 성인으로, 정확한 나이는 나오지 않지만 본문에서 6살 배기 꼬마가 아니다, 20년간 열심히 수련했다, 25세 전후는 말이 나옴으로 볼 때 아마도 26세 정도로 추정된다.
정갈한 몸가짐에 엄격함 또한 가지고 있고 가사일 전반에 능통하며 미모 또한 특출한 캐리어 우먼이라 봐야 하지만, 무녀다. 정작 당사자는 자신의 몸 비율이 좋던지 나쁘던지 신경 쓰지 않는다. -> 무녀 주제에 총을 쓰는 건 넘어가도록 하자.
프로필을 보면 알겠지만 나이스바디라는 말이 부족할 정도로 상당히 뛰어난 몸맵시를 자랑한다.
이렇듯 모든 일에 능통하지만 그녀에게는 치명적인 단점이 있으니, 실수를 자주 한다는 것이다. 얼빵하다고도 하겠다. 자신이 사는 신사에 계단이 있다는 것도 잊고 그 계단에서 굴러버릴 정도이니 말 다한 셈.
챕터 1 저주받은 게임에서 케이마가 저주받은 게임 《서쪽빛의 은혜(西恩灯籠 - Saiontourou)》를 어느 낡은 만물상에서 사면서 일은 시작되는데 본편과는 달리 이 챕터에는 '악귀' 혹은 '악령'이라는 존재가 새로이 등장한다.
히로인인 아쿠라가와 시노는 오랫동안 이 '악령'을 쫓아온 자로서 그녀와 그녀의 할머니는 심지어 시노의 몸속에 자리한 도주혼의 존재마저도 알고 있었다.
(본문 중에 제 체내에 영문 모르게 들러붙은 그것이라는 표현이 나온다.)
케이마가 악령이 봉인된 게임, 서쪽빛의 은혜를 플레이하면서 집안에서 귀신이 출몰하고 엘시가 공격당하는 등의 일이 벌어지는데 그러던 중에 이 무녀가 나타나 카페 그렌파에 머물게 된다.
악령을 없애는 룰
1. 악령은 게임을 완전히 공략하는 것으로만 없앨 수 있다.
2. 게임이 진행되면 진행될 수록 악령의 봉인이 풀려가기에 악령의 힘은 갈수록 강해진다.
3. 서쪽빛의 은혜는 악마가 나오는 시간인 오전 2시부터 한 시간 동안만 플레이가 가능하다는 룰에 따라 케이마는 게임을 공략하고, 그리고 그 공략을 끝냄으로써 악귀를 물리치는 것으로 시노의 마음의 틈새를 매운다. 당연히, 키스도 한다.

프로필
아쿠라가와 시노(阿倉川 紫埜).
속 성 : 덜렁이 무녀.
직　　 　업 : 신(新)요괴 퇴치사.
생　　 　일 : 1월 2일.
혈　액 　형 : O
신　　 　장 : 174
체　　 　중 : 53
쓰리 사이즈 : 94ㆍ61ㆍ92 -> 비율 보소;;;
좋아하는 것 : 푸딩ㆍ어린아이.
싫어하는 것 : 다리가 많이 달린 벌레.
최근의 고민 : 어린아이를 좋아하긴 하지만 어린아이 쪽에서는 계속 그녀를 두려워하는 것.
메 　　　모 : 몸매가 좋은 무녀. 가슴 풍만ㆍ몸매도 좋음ㆍ상당히 성숙. 그러나 그녀 스스로는 별로 신경 쓰고 있지 않은 것 같다. 성격은 고결하고, 관용적인 편. 스스로에게는 엄격하지만, 비교적 포용력도 있는 어른스러운 여성이다. 또, 아이 등의 약자를 잘 돌본다. 요리, 취사, 세탁, 예의범절 무엇이든 빈틈이 없다. 하지만 치명적인 것이 잦은 실수(ドジ)이다. 그것이 모든 것을 상쇄해버릴 만큼 실수를 자주한다.‘악령’에 대한 사명감으로 움직이고 있지만, 내심으론 약간 공포심도 가지고 있다. 첫인상이 엄격해보이고, 깨끗해 보이지만, 오히려 말이 통하는 타입.
4. 후세 아오바(風瀬 青葉).
라이트 노벨판 2권 기도와 저주와 기적 제 3챕터 Rainy Blue Story의 오리지널 히로인.
신만이 아는 세계 역사상 유일하게 케이마와 '동등한' 격을 지닌 캐릭터로 묘사된다.
다만, 그 때문에 읽는 초기에는 평범한 일반인인 독자들로서는 상당히 열폭할 장면이 묘사되기도 한다.
그녀는 천재다.
어느 정도로 천재냐 하면, 케이마 본인이 '악의적일 정도로 천재다'라고 평가하게 만든다.
본문 내용을 보면,
케이마는 아오바를 데리고 각양각색의 엔터테인먼트를 경험해보았다. 운동, 낚시, 소풍, 식도락 여행, 도서관, 쇼핑, 영화관, 심지어 도박마저도 시도해 보았지만, 후세 아오바는,
“시시해.”
또는,
```
 “너무 쉬워.”
단지 이런 결론만을 내렸다.
케이마가 처음에 관찰했듯이, 후세 아오바는 거짓 하나 보태지 않은 진짜 천재였다.
우선 운동.
어떤 종류의 운동이든, 그녀는 남보다 월등한 능력을 보였다. 설혹, 처음 해보는 운동일지라도, 순식간에 능숙하게 되어 버린다.
코치가 방금 당구는 어떻게 해야 하는지 시범을 보이면, 다음 순간, 후세 아오바는 당구대를 정리한다. 낚시를 하러 가면, 아이스박스 가득 물고기를 낚아 올렸다. 주위의 낚시꾼들이 빙 둘러싸고는 구경할 지경이었다.
케이마가 알아본 바에 의하면, 본래 그녀는 수업 중에 듣는 것만으로도 전부 이해해버려, 지금까지 교과서를 펼쳐본 적조차 없었다. 비록 평소에 독서는 할지라도, 훑어보는 것으로도 전부 알게 되기에, 내용에 흥미를 가지게 될 수가 없었다. 영화를 볼 때는, 줄거리가 어떻게 될 지를 추측해내어, 곧 최후의 결말이 어떻게 끝날지 알아내고는, 하품을 하기 시작한다. 맛있는 음식을 먹더라도, 역시나 「자신이 쉽게 만들 수 있기」 때문에 흥미를 느끼지 못했다.
그녀는 본래, 무언가에 대한 흥미가 전혀 없었다.
아무래도 천부적인 재능이 이리도 높다보니, 무슨 일이든 어려운 게 없었다.
이 때문에, 후세 아오바는 무엇이건 소중한 것도 없다.
라는 것이 나온다.
 이것만 보아도 그녀가 어느 수준으로 뛰어난 지는 알 수 있다. 단지 이런 와중에 엘시가 던진 하나가 도움이 되는데 그것이 바로 게임이다.
 그녀는 게임에서 역시 두각을 드러내지만 카츠라기 케이마를 따라잡을 수는 없었다. 당연히, 미연시를 플레이 하던 와중에 좌절을 맛보기도 했고 그를 케이마가 코치하듯 가르친다.
 즉.
 케이마와 그녀의 사이는 스승과 제자가 된다.
 챕터 시작부터 케이마가 뺨을 얻어맞으며 차이는 것과는 대조되게, 끝으로 가면 갈수록 그녀 쪽에서 케이마에게 빠져들게 되는데, 결국 현실에 대한 완전한 무흥미가 변화되고 엔딩을 맞이하게 된다.
 이후, 공략이 끝나고 기억을 잃었음에도 그녀는 왕성하게 미소녀 게임계에서 활동하기 시작하여, 넷상에 '무희'라는 이름을 남긴다. 인터뷰마저 따내는 모습을 보이니 말 다한 셈이다.
 이 캐릭터는 신만이 아는 세계 역사상 최고로 긴 공략 기간을 자랑하는데, 본편 내용은 짧음에도 불구하고 최소 3주에서 최대 1달 정도의 공략기간을 두고 있기 때문에 대체로 1주 안에 공략에 성공하던 함락신의 위명으로도 이 캐릭터가 얼마나 성가신 상대였는지를 절실히 알려준다.
 프로필
 후세 아오바(風瀬 青葉).
 속　　 　성 : 비를 몰고 다니는 여자.
 직　　 　업 : 천재 소녀.
 생　　 　일 : 5월 18일.
 혈　액 　형 : A
 신　　 　장 : 153
 체　　 　중 : 37
 쓰리 사이즈 : 81ㆍ54ㆍ79.
 좋아하는 것 : 사람이 없는 장소.
 싫어하는 것 : 사람이 있는 장소.
 최근의 고민 : 아직 살아 있다는 것.
 메 　　　모 : 쇼트 컷의 과묵계. 빈유에 허리가 가는 타입.
             작은 몸집. 출중한 미소녀이지만, 주변에 흥미가 없고, 옷도 아무렇게나 입
               는다. 그렇지만, 그럼에도 보기 좋은 것은, 그 외모가 파격에 가까울 정도로
               뛰어 나기 때문이다.
             속옷 같은 것들도 반드시 슈퍼에서 산 것 같은 것들이다.
             기본적으로 타인에게도 자신에게도 무관심하다.
             그것도 뭔가 계기가 있어서 그렇게 된 건 아니고, 처음부터 그랬다.
             태어났을 때부터 무언가에 대한 흥미 자체가 소실된 타입.
             감정이 없지만, 공부나 스포츠는 못하는 게 없다.
             오히려 시켜보면 뭐든지 천재적으로 능숙하다. 그러나, 그것이 사는 원동력
               이 되지는 않는다.
             현실에 흥미가 없는 점에서 케이마와 비슷한 존재.
```

번외.
하쿠아 드 로트 헬미니움.
```
이 캐릭터는 소설판의 오리지널 히로인은 아니지만, 기도와 저주와 기적의 제 2챕터에서 등장한다. 2챕터 제목 자체가 하쿠아의 휴일인만큼 그 챕터 자체가 하쿠아를 위해 쓰여 있다.
버디인 유키에가 구해온 갓캄랜드 연인 입장권을 가지고 케이마와 함께 가기 위해 고군분투하지만, 츤데레라 잘 안 된다.
케이마가 미소녀 게임 박람회를 목적으로 두지 않았다면 결코 가지 못했을 것이다.
그러나 케이마가 미소녀 게임 박람회에서 하는 양을 보고 살짝 필(?)을 받은 그녀는 케이마를 끌고 이리저리 돌아다니며 유원지를 즐긴다.
다만.
그 직후 몸의 상태가 안 좋아져서 케이마 등에 엎힌 채 집으로 돌아가야만 했다.
```

### 주사위 게임
사쿠라이 히요리(桜井 ひより)
```
소년 선데이 2008년 38호 부록으로 나왔던 주사위 게임에 등장했던 오리지널 히로인. 본편에서는 미나미편에 잠깐 등장, 이름의 유래는 킨테츠 오사카선 사쿠라이(桜井)역.
생일은 7월 27일.
수영부이고, 바다를 좋아한다.
주사위 게임의 내용으로 볼 때, 손수 도시락을 싸다니는 만큼 요리에 대한 자신감은 있는 모양. 그러나 그 실력은 알려지지 않았다.
또한 음치다. 본인이 그 사실을 알고 있기 때문인지 주사위 게임 중에서 선택지를 노래방으로 하게 되면 골인까지 가는 길이 빙 둘러 가게 된다.
주사위 게임의 이름은 어느 여름의 추억? 한 여름의 추억? 하여간 그 정도로 생각된다.
주사위 게임은 두 부분으로 나뉘는데 처음에는 보통의 주사위 게임처럼 평이하게 진행하게 되지만(이것은 미연시에서 상대방의 정보를 모으는 것과 유사하다) 어느 순간부터는 주사위 만이 아는 구역(하트 존)에 들어가게 되고 거기서는 주사위의 눈의 수에 따라 마치 미연시처럼 선택지가 나뉘게 된다.
```

## 사랑해?! 신님!!
이 작품의 원래 설정이었던 1회 단편 작품. '주간 소년 선데이' 2007년 32호에 게재되었다. 그 내용은 '미소녀 게임' 공략의 신 '함락신'을 자칭하는 주인공에게, 새내기 악마 엘시가 동행하여 '도주혼이 깃든 현실(리얼)녀의 공략을 의뢰한다'라고 하는 것으로, 대략적인 내용은 본작과 다르지 않으나 이하의 점이 다르다.
- 주인공의 이름이 '이마이 케이마(今井 桂馬 이마이 게이마[*])'이며, '신만이 아는 세계'의 케이마에 비해 성격이 다소 무기력하다.
- 엘시의 모습이 지금과 크게 달라서, 글래머한 외형에 옷의 가슴부분을 풀어헤치고 있으며, 빗자루 대신에 하쿠아와 비슷한 큰 낫을 가지고 있다. 어조도 달라서, 전체적으로 누님 캐릭터로 분류된다.
- 히로인의 이름은 츠마가와 미오. 그녀의 용모나 설정은 '신만이 아는 세계'의 공략 대상 중 한 명인 아오야마 미오의 원안이 되었다.
- 도주혼을 1주 이내에 재포획하지 못하면 시효가 지나버려서, 그 이후 그 도주혼은 잡을 수 없게 된다. 게다가 '(도주혼을) 풀어줘버리는 것 보다는…'이라는 수칙에 의해 도주혼이 도망친 마을 전체가 지옥에 의해 불태워진다.

## 서적

### 단행본
| 도서명              | 판본            | 초판 발행일      | ISBN                   | 비고                      |
| ------------------- | --------------- | ---------------- | ---------------------- | ------------------------- |
| 신만이 아는 세계 1  | 일본어판        | 2008년 7월 16일  | ISBN 978-4-09-121430-0 |                           |
| 신만이 아는 세계 1  | 한국어판        | 2009년 8월 25일  | ISBN 978-89-258-3072-8 |                           |
| 신만이 아는 세계 2  | 일본어판        | 2008년 10월 22일 | ISBN 978-4-09-121497-3 |                           |
| 신만이 아는 세계 2  | 한국어판        | 2009년 8월 25일  | ISBN 978-89-258-7936-9 |                           |
| 신만이 아는 세계 3  | 일본어판        | 2009년 1월 21일  | ISBN 978-4-09-121570-3 |                           |
| 신만이 아는 세계 3  | 한국어판        | 2009년 9월 25일  | ISBN 978-89-258-3606-5 |                           |
| 신만이 아는 세계 4  | 일본어판        | 2009년 4월 22일  | ISBN 978-4-09-122004-2 |                           |
| 신만이 아는 세계 4  | 한국어판        | 2009년 10월 25일 | ISBN 978-89-258-3607-2 |                           |
| 신만이 아는 세계 5  | 일본어판        | 2009년 7월 22일  | ISBN 978-4-09-121709-7 |                           |
| 신만이 아는 세계 5  | 한국어판        | 2009년 11월 25일 | ISBN 978-89-258-3724-6 |                           |
| 신만이 아는 세계 6  | 일본어판        | 2009년 10월 21일 | ISBN 978-4-09-121788-2 |                           |
| 신만이 아는 세계 6  | 한국어판        | 2010년 5월 25일  | ISBN 978-89-258-4503-6 |                           |
| 신만이 아는 세계 7  | 일본어판        | 2010년 1월 21일  | ISBN 978-4-09-122137-7 |                           |
| 신만이 아는 세계 7  | 한국어판        | 2010년 11월 25일 | ISBN 978-89-258-8693-0 |                           |
| 신만이 아는 세계 8  | 일본어판        | 2010년 4월 21일  | ISBN 978-4-09-122266-4 |                           |
| 신만이 아는 세계 8  | 한국어판        | 2010년 12월 25일 | ISBN 978-89-258-4957-7 |                           |
| 신만이 아는 세계 9  | 일본어판        | 2010년 6월 23일  | ISBN 978-4-09-122329-6 |                           |
| 신만이 아는 세계 9  | 한국어판        | 2011년 1월 25일  | ISBN 978-89-258-5685-8 |                           |
| 신만이 아는 세계 10 | 일본어판 한정판 | 2010년 9월 22일  | ISBN 978-4-09-941700-0 | DVD 포함                  |
| 신만이 아는 세계 10 | 일본어판        | 2010년 9월 22일  | ISBN 978-4-09-122522-1 |                           |
| 신만이 아는 세계 10 | 한국어판        | 2011년 5월 25일  | ISBN 978-89-258-5984-2 |                           |
| 신만이 아는 세계 11 | 일본어판 한정판 | 2010년 12월 22일 | ISBN 978-4-09-159079-4 | 2011년 캘린더 포함        |
| 신만이 아는 세계 11 | 일본어판 통상판 | 2010년 12월 22일 | ISBN 978-4-09-122679-2 |                           |
| 신만이 아는 세계 11 | 한국어판        | 2011년 9월 25일  | ISBN 978-89-258-6191-3 |                           |
| 신만이 아는 세계 12 | 일본어판 한정판 | 2011년 4월 23일  | ISBN 978-4-09-159093-0 | 스테인리스 책갈피 포함    |
| 신만이 아는 세계 12 | 일본어판 통상판 | 2011년 4월 23일  | ISBN 978-4-09-159093-0 |                           |
| 신만이 아는 세계 12 | 한국어판        | 2012년 4월 25일  | ISBN 978-89-258-6726-7 |                           |
| 신만이 아는 세계 13 | 일본어판 한정판 | 2011년 6월 22일  | ISBN 978-4-09-159100-5 | 디지털 시계 포함          |
| 신만이 아는 세계 13 | 일본어판 통상판 | 2011년 6월 22일  | ISBN 978-4-09-123139-0 |                           |
| 신만이 아는 세계 13 | 한국어판        | 2012년 5월 25일  | ISBN 978-89-258-7043-4 |                           |
| 신만이 아는 세계 14 | 일본어판 한정판 | 2011년 9월 21일  | ISBN 978-4-09-941711-6 | OVA 포함                  |
| 신만이 아는 세계 14 | 일본어판 통상판 | 2011년 9월 21일  | ISBN 978-4-09-123237-3 |                           |
| 신만이 아는 세계 14 | 한국어판        | 2012년 9월 25일  | ISBN 978-89-258-9121-7 |                           |
| 신만이 아는 세계 15 | 일본어판 한정판 | 2011년 12월 21일 | ISBN 978-4-09-159107-4 | 빛나는 피규어 스트랩 포함 |
| 신만이 아는 세계 15 | 일본어판 통상판 | 2011년 12월 21일 | ISBN 978-4-09-123429-2 |                           |
| 신만이 아는 세계 15 | 한국어판        | 2012년 10월 25일 | ISBN 978-89-258-9425-6 |                           |
| 신만이 아는 세계 16 | 일본어판 한정판 | 2012년 3월 21일  | ISBN 978-4-09-159112-8 | 낫 모양 샤프 포함         |
| 신만이 아는 세계 16 | 일본어판 통상판 | 2012년 3월 21일  | ISBN 978-4-09-123563-3 |                           |
| 신만이 아는 세계 16 | 한국어판        | 2012년 11월 25일 | ISBN 978-89-258-9426-3 |                           |
| 신만이 아는 세계 17 | 일본어판        | 2012년 7월 23일  | ISBN 978-4-09-123696-8 |                           |
| 신만이 아는 세계 17 | 한국어판        | 2013년 3월 25일  | ISBN 978-89-258-9427-0 |                           |
| 신만이 아는 세계 18 | 일본어판        | 2012년 7월 23일  | ISBN 978-4-09-123710-1 |                           |
| 신만이 아는 세계 18 | 한국어판        | 2013년 4월 25일  | ISBN 978-89-258-9939-8 |                           |
| 신만이 아는 세계 19 | 일본어판        | 2012년 10월 18일 | ISBN 978-4-09-123885-6 |                           |
| 신만이 아는 세계 19 | 한국어판        | 2013년 9월 25일  | ISBN 978-89-258-9959-6 |                           |
| 신만이 아는 세계 20 | 일본어판        | 2012년 12월 18일 | ISBN 978-4-09-124037-8 |                           |
| 신만이 아는 세계 20 | 한국어판        | 2013년 9월 25일  | ISBN 978-89-6831-429-2 |                           |
| 신만이 아는 세계 21 | 일본어판        | 2013년 4월 16일  | ISBN 978-4-09-124198-6 |                           |
| 신만이 아는 세계 21 | 한국어판        | 2013년 11월 25일 | ISBN 978-89-6831-430-8 |                           |
| 신만이 아는 세계 22 | 일본어판        | 2013년 6월 18일  | ISBN 978-4-09-124321-8 |                           |
| 신만이 아는 세계 22 | 한국어판        | 2014년 1월 16일  | ISBN 978-89-6831-700-2 |                           |
| 신만이 아는 세계 23 | 일본어판        | 2013년 9월 18일  | ISBN 978-4-09-124381-2 |                           |
| 신만이 아는 세계 23 | 한국어판        | 2014년 2월 14일  | ISBN 979-11-5597-024-9 |                           |
| 신만이 아는 세계 24 | 일본어판        | 2013년 12월 18일 | ISBN 978-4-09-124511-3 |                           |
| 신만이 아는 세계 24 | 한국어판        | 2014년 4월 18일  | ISBN 979-11-5597-337-0 |                           |
| 신만이 아는 세계 25 | 일본어판        | 2014년 3월 18일  | ISBN 978-4-09-124579-3 |                           |
| 신만이 아는 세계 25 | 한국어판        | 2014년 12월 5일  | ISBN 979-11-5597-886-3 |                           |
| 신만이 아는 세계 26 | 일본어판        | 2014년 6월 18일  | ISBN 978-4-09-124666-0 |                           |
| 신만이 아는 세계 26 | 한국어판        | 2014년 12월 5일  | ISBN 979-11-2560-090-9 |                           |

### 소설
저자 : 아리사와 마미즈 / 삽화 : 와카키 타미키
대한민국에는 정식 발매되지 않았다.
1. 신과 악마와 천사 - ISBN 978-4-09-451137-6 (2009년 5월 19일 발매)
2. 기도와 저주와 기적 - ISBN 978-4-09-451203-8 (2010년 5월 18일 발매)

### 일러스트집
SUNDAY OFFICIAL GUIDE 신만이 아는 세계 POSTERS!(일러스트 19매 수록) - ISBN 978-4-09-199018-1 (2009년 7월 15일 발매)
대한민국에는 정식 발매되지 않았다.

## 애니메이션
2010년 10월부터 12월 말까지 1기를. 이후 2011년 4월부터 7월 말까지 제2기가 《신만이 아는 세계 II》라는 제목으로, 2013년 7월부터 9월까지 여신편이 TV 도쿄를 통해 방영되었다. 대한민국에서는 애니플러스가 제1기와 제2기를 각각 《신만이 아는 세계》, 《신만이 아는 세계 2기》라는 타이틀로 일본어 음성에 한국어 자막을 덧씌운 형태로 제공, 여신편 역시 같은 방식으로 방영되었다.

### 제작진
- 원작 - 와카키 타미키
- 감독 - 타케야나기 시게히토
- 시리즈 구성 - 쿠라타 히데유키
- 캐릭터 디자인 - 와타나베 아키오
- 색채설계 - 쿠보키 유이치
- 미술감독 - 사토 아유무, 토코 카야코
- 촬영감독 - 야마다 카즈히로
- 편집 - 나가사카 토모키
- 음향감독 - 이와나미 요시카즈
- 음악 - 마츠오 하야토
- 애니메이션 제작 - manglobe
- 제작 - TV 도쿄, 제네온 유니버설 엔터테인먼트

### 방영 목록
부제의 풀이는 애니플러스의 표기를 따른다.
제1기
| 화수              | 부제 (원제/풀이)                                          | 부제 (원제/풀이)                                 | 각본            | 그림 콘티           | 연출                            | 작화감독                                        | 예고 일러스트   |
| ----------------- | --------------------------------------------------------- | ------------------------------------------------ | --------------- | ------------------- | ------------------------------- | ----------------------------------------------- | --------------- |
| FLAG 1.0          | 世界はアイで動いてる                                      | 세계는 사랑으로 움직이고 있다                    | 쿠라타 히데유키 | 타케야나기 시게히토 | 타케야나기 시게히토             | 카와무라 토시에                                 | 아카이 타카미   |
| FLAG 2.0 FLAG 2.5 | あくまでも妹です ベイビー・ユー・アー・ア・リッチ・ガール | 어디까지나 여동생입니다 Baby, you're a rich girl | 쿠라타 히데유키 | 소가 준             | 소가 준                         | 사토 아키라                                     | CARNELIAN       |
| FLAG 3.0 FLAG 3.5 | ドライヴ・マイ・カー パーティーはそのままに               | Drive my car 파티는 그대로                       | 쿠라타 히데유키 | 오카 요시히로       | 오카 요시히로                   | 호조 나오아키 (캐릭터) 코마츠 에이지 (레이아웃) | 쿠츄 요우사이   |
| FLAG 4.0          | 今そこにある聖戦                                          | 지금 그 곳에 있는 성전                           | 타카하시 타츠야 | 타케야나기 시게히토 | 사이토 히로야                   | 스기모토 사치코                                 | 미츠미 미사토   |
| FLAG 5.0          | IDOL BOMB!!                                               | IDOL BOMB!!                                      | 쿠라타 히데유키 | 타나카 타카유키     | 타나카 타카유키                 | 오오츠카 아키라                                 | 벳칸코우        |
| FLAG 6.0          | ワタシ平凡?                                               | 내가 평범해?                                     | 쿠라타 히데유키 | 노시타니 미츠타카   | 노시타니 미츠타카               | 스즈키 히로미                                   | 아마즈유 타츠키 |
| FLAG 7.0          | Shining Star                                              | Shining Star                                     | 쿠라타 히데유키 | 코모리 히데토       | 코모리 히데토                   | 코바야시 마사미 스와 마사히로                   | 니시다          |
| FLAG 8.0          | Coupling with with with with                              | Coupling with with with with                     | 와카키 타미키   | 사토 미츠토시       | 야마구치 미츠노리 우메츠 아카네 | 스기모토 사치코                                 | 사노 토시히데   |
| FLAG 8.0          | - 第一話 冥府よりの脅威 I                                 | - 제1화 - 지옥으로부터의 위협 I                  | 와카키 타미키   | 사토 미츠토시       | 야마구치 미츠노리 우메츠 아카네 | 스기모토 사치코                                 | 사노 토시히데   |
| FLAG 8.0          | - 第二話 デビル・クッキング                               | - 제2화 - Devil Cooking                          | 와카키 타미키   | 사토 미츠토시       | 야마구치 미츠노리 우메츠 아카네 | 스기모토 사치코                                 | 사노 토시히데   |
| FLAG 8.0          | - 第三話 我思う、故に理想あり                             | - 제3화 - 나는 생각한다 고로 이상은 존재한다     | 와카키 타미키   | 사토 미츠토시       | 야마구치 미츠노리 우메츠 아카네 | 스기모토 사치코                                 | 사노 토시히데   |
| FLAG 8.0          | - 第四話 ある母親の日常                                   | - 제4화 - 어떤 어머니의 일상                     | 와카키 타미키   | 사토 미츠토시       | 야마구치 미츠노리 우메츠 아카네 | 스기모토 사치코                                 | 사노 토시히데   |
| FLAG 8.0          | - 第五話 冥府よりの脅威 II                                | - 제5화 - 지옥으로부터의 위협 II                 | 와카키 타미키   | 사토 미츠토시       | 야마구치 미츠노리 우메츠 아카네 | 스기모토 사치코                                 | 사노 토시히데   |
| FLAG 9.0          | 大きな壁の中と外                                          | 커다란 벽의 안과 밖                              | 쿠라타 히데유키 | 데아이 코토미       | 유우즈미 요시히데               | 오다 타케시                                     | 니시마타 아오이 |
| FLAG 10.0         | あたしの中の……                                            | 내 안의...                                       | 쿠라타 히데유키 | 후쿠다 미치오       | 하뉴 나오야스                   | 마키우치 모모코 오가와 코우지 (보조)            | 요코타 마모루   |
| FLAG 11.0         | おしまいの日                                              | 끝내는 날                                        | 쿠라타 히데유키 | 오카 요시히로       | 오카 요시히로                   | 스기모토 사치코 호조 나오아키                   | 히노우에 이타루 |
| FLAG 12.0         | 神以上、人間未満                                          | 신 이상, 인간 미만                               | 쿠라타 히데유키 | 모치즈키 토모미     | 소가 준                         | 사카모토 치요코 아비코 에이지 스와 마사히로     | MIN-NARAKEN     |

제2기
| 화수              | 부제 (원제/풀이)                  | 부제 (원제/풀이)         | 각본            | 그림 콘티         | 연출              | 작화감독                                          | 예고 일러스트     |
| ----------------- | --------------------------------- | ------------------------ | --------------- | ----------------- | ----------------- | ------------------------------------------------- | ----------------- |
| FLAG 1.0          | 一花繚乱                          | 일화요란                 | 쿠라타 히데유키 | 데아이 코토미     | 소가 준           | 우메츠 아카네 스와 마사히로                       | 우로타노미        |
| FLAG 2.0          | 一拳落着                          | 일권낙착                 | 쿠라타 히데유키 | 오카 요시히로     | 오카 요시히로     | 스기모토 사치코 코마츠 에이지                     | 사사키 무츠미     |
| FLAG 3.0          | 地区長、来たる。                  | 지구장, 찾아오다         | 쿠라타 히데유키 | 모치즈키 토모미   | 사토 미츠토시     | 야마구치 미츠노리 스즈키 히로미                   | 마노 히로유키     |
| FLAG 4.0          | 地区長、誇りを取り戻す。          | 지구장, 명예를 되찾다    | 쿠라타 히데유키 | 유우즈미 요시히데 | 유우즈미 요시히데 | 오다 타케시                                       | 카와타 히사시     |
| FLAG 5.0          | たどりついたらいつも雨ふり        | 다다르니 언제나 비요일   | 쿠라타 히데유키 | 후쿠다 미치오     | 우에하라 히데아키 | 마키우치 모모코                                   | 나기 료           |
| FLAG 6.0          | 10%の雨予報                       | 비 올 확률 10%           | 쿠라타 히데유키 | 카세 미츠코       | 히라오 미호       | 히라노 에미 호조 나오아키                         | 코타로            |
| FLAG 7.0          | Singing in the Rain               | Singing in the Rain      | 쿠라타 히데유키 | 데아이 코토미     | 코야마 켄이치로   | 스기모토 사치코 우메츠 아카네                     | 미나즈키 토오루   |
| FLAG 8.0 FLAG 8.5 | はじめての☆おつかい 3人でお茶を。 | 첫 심부름 셋이서 티 타임 | 쿠라타 히데유키 | 사토 미츠토시     | 사토 미츠토시     | 코마츠 에이지 스즈키 히로미                       | 타케이 마사키     |
| FLAG 9.0          | 2年B組長瀬先生                    | 2학년 B반 나가세 선생님  | 쿠라타 히데유키 | 야부키 츠토무     | 츠쿠시 다이스케   | 히라카와 아키오 타카하시 유야                     | -                 |
| FLAG 10.0         | スクール☆ウォーズ                 | 스쿨 워즈                | 쿠라타 히데유키 | 이치무라 테츠오   | 이치무라 테츠오   | 마키우치 모모코                                   | INO               |
| FLAG 11.0         | いつも心に太陽を                  | 언제나 마음에 태양을     | 쿠라타 히데유키 | 오카 요시히로     | 오카 요시히로     | 니이 마나부 히라노 에미 호조 나오아키             | 우루시하라 사토시 |
| FLAG 12.0         | サマーウォーズ                    | 섬머 워즈                | 쿠라타 히데유키 | 소가 준           | 소가 준           | 스기모토 사치코 우메츠 아카네 코마츠 에이지(메카) | 코쿠라 마사시     |

### 주제가
오프닝 테마
제1기 〈God Only Knows 제3막〉
작사 - 니시다 에미 / 작곡 - 마에구치 와타루, 키무라 카마라 / 편곡 - 마에구치 와타루
노래 - Oratorio The World God Only Knows (메인 보컬 - ELISA)
"God only knows"는 전체 6막으로 이루어진 오라토리오곡이며, 발매된 곡의 전체 길이는 약 8분가량이다. 이 중 애니메이션의 오프닝 테마에 사용된 것은 제 3막이다.
제2기 〈A Whole New World God Only Knows〉
작사 - 니시다 에미 / 작곡 - 카와사키 사토미 / 편곡 - 마에구치 와타루
노래 - Oratorio The World God Only Knows (메인 보컬 - Lia, ELISA)
제3기 〈God Only Knows - Secrets of the Goddess- (Extract) 〉
작사 - 니시다 에미 / 작곡 - 혼다 코시로,카와사키 사토미 / 편곡 - 마에구치 와타루
노래 - Oratorio The World God Only Knows (메인 보컬 - 하쿠아 드 로트 헬미니움 (성우 : 하야미 사오리))
엔딩 테마
제1기
〈사랑의 증거(コイノシルシ 고이노시루시[*])〉
작사 - 우루시노 준야 / 작곡 - 스다 요시히로 / 편곡 - 마에구치 와타루
노래 - 신만이 아는 집단 feat. 타카하라 아유미 (성우 : 타케타츠 아야나) (제1화, 제2화)
노래 - 신만이 아는 집단 feat. 아오야마 미오 (성우 : 유우키 아오이) (제3화, 제5화, 제6화)
노래 - 신만이 아는 집단 feat. 나카가와 카논 (성우 : 토우야마 나오) (제9화, 제10화)
노래 - 신만이 아는 집단 feat. 시오미야 시오리 (성우 : 하나자와 카나) (제11화)
〈단 한번의 기적(たった一度の奇跡 닷타이치도노키세키[*])〉 (제4화)
작사 - 사카이 노부카즈 / 작·편곡 - 텐몬
노래 - 아스카 소라 (성우 : 사쿠라이 토모)
〈해피 크레센트(ハッピークレセント 핫피쿠레센토[*])〉 (제7화)
작사 - zoop / 작곡 - 이이다 히로시 / 편곡 - 야마구치 아키히코
노래 - 나카가와 카논 (성우 : 토우야마 나오)
〈사랑의 증거 from Elsie〉 (제8화)
작사 - 우루시노 준야 / 작곡 - 스다 요시히로 / 편곡 - 마에구치 와타루
노래 - 엘시 (성우 : 이토 카나에)
〈집적회로의 꿈 여행자(集積回路の夢旅人)〉 (제12화)
작사 - 와카키 타미키 / 작곡 - 키무라 카마라 / 편곡 - 마에구치 와타루
노래 - 카츠라기 케이마 (성우 : 시모노 히로) with Oratorio The World God Only Knows
제2기
〈사랑의 예감〉(アイノヨカン)
작사 - 우루시노 준야 / 작곡 - 스다 요시히로 / 편곡 - 마에구치 와타루
노래 - 신만이 아는 집단
〈사랑의 예감〉(アイノヨカン) (제4화)
작사 - 우루시노 준야 / 작곡 - 스다 요시히로 / 편곡 - 마에구치 와타루
노래 - 도주혼 부대
〈God only knows 제3막〉 (제12화)
작사 - 니시다 에미 / 작곡 - 마에구치 와타루, 키무라 카마라 / 편곡 - 마에구치 와타루
노래 - Oratorio The World God Only Knows (메인 보컬 - ELISA)
제3기
〈유대감의 행방〉
노래 - 나카가와 카논 (성우 : 토우야마 나오) (2화)
노래 - 아유카와 텐리 (성우 : 나즈카 카오리) (3화)
노래 - 쿠죠 츠키요 (성우 : 이구치 유카) (4화)
노래 - 고이도 유이 (성우 : 타카가키 아야히) (5화)
노래 - 시오미야 시오리 (성우 : 하나자와 카나) (6화)
노래 - 타카하라 아유미 (성우 : 타케타츠 아야나) (9화)
노래 - 유피테르 자매 (11화)
〈첫사랑의 기억〉피아노 반주 (7화)
〈눈동자에서 Snow〉
노래 - 나카가와 카논 (성우 : 토우야마 나오) (8화)
〈With…you…〉
노래 - 하쿠아 드 로트 헬미니움 (성우 : 하야미 사오리) (10화)
<처음 사랑에 빠진 기억〉
노래 - 2B PENCILS with 나카가와 카논
삽입곡
제1기
〈처음의 색(初めての色 하지메테노이로[*])〉
작사 - 사카이 노부카즈 / 작·편곡 - 텐몬
노래 - 아스카 소라 (성우 : 사쿠라이 토모)
삽입화수 - 제4화
"ALL 4 YOU"
작사 - zoop / 작곡 - 이이다 히로시 / 편곡 - 마에구치 와타루
노래 - 나카가와 카논 (성우 : 토우야마 나오)
삽입화수 - 제5화, 제6화
"LOVE KANON"
작사 - zoop / 작곡 - 이이다 히로시 / 편곡 - 마스다 타케시
노래 - 나카가와 카논 (성우 : 토우야마 나오)
삽입화수 - 제5화
〈해피 크레센트(ハッピークレセント 핫피쿠레센토[*])〉
작사 - zoop / 작곡 - 야마구치 아키히코 / 편곡 - 마에구치 와타루
노래 - 나카가와 카논 (성우 : 토우야마 나오)
삽입화수 - 제5화, 제6화
〈러브콜(らぶこーる 라부코루[*])〉
작사 - 와카키 타미키 / 작곡 - 카와사키 사토미 / 편곡 - 마에지마 야스아키
노래 - 나카가와 카논 (성우 : 토우야마 나오)
삽입화수 - 제7화
〈사랑, 잘 부탁드립니다!(恋、ヨロシクお願いします! 고이, 요로시쿠오네가이시마스![*])〉
작사 - 무츠미 스미요 / 작곡 - 야마다 토모카즈 / 편곡 - 마에구치 와타루
노래 - 시트론 (성우 : 히다카 리나, 우치다 마아야, 토우야마 나오)
삽입화수 - 제7화
"Oh! My☆God!!"(Oh!まい☆GOD!!)
작사 - 무츠미 스미요 / 작곡 - M.C.E / 편곡 - 마에구치 와타루
노래 - 엘시 (성우 : 이토 카나에)
삽입화수 - 제8화
〈God only knows〉
작사 - 니시다 에미 / 작곡 - M.C.E, 마에구치 와타루, 키무라 카마라, 야나기다 시유, mixakissa, 스미다 신야 / 편곡 - 마에구치 와타루
노래 - Oratorio The World God Only Knows (메인 보컬 - ELISA)
삽입화수 - 제11화, 제12화
제2기
〈처음 사랑을 해 본 기억(初めて恋をした記憶 하지메테코이오시타키오쿠[*])〉
작사·작곡 - mixakissa / 편곡 - 와타나베 타쿠야
노래 - 코사카 치히로 (성우 : 아스미 카나)
삽입화수 - 제7화
〈처음 사랑을 해 본 기억 ~피아노 반주~(初めて恋をした記憶 〜ピアノ伴奏〜)〉
작곡 - mixakissa / 편곡·반주 - 카와사키 사토미
허밍 - 코사카 치히로 (성우 : 아스미 카나)
삽입화수 - 제7화
"HAPPYEND"
작사 - 와카키 타미키 / 작곡 - 카와사키 사토미 / 편곡 - 마에구치 와타루
노래 - 카츠라기 케이마 (성우 : 시모노 히로) & 스기모토 요츠바 (성우 : 탄게 사쿠라)
삽입화수 - 제12화
〈ウラハラブ〉
작사 - zoop / 작곡 - 후쿠모토 코지로 / 편곡 - 오오쿠보 카오루
노래 - 나카가와 카논 (성우 : 토우야마 나오)
삽입화수 - 제12화

### CD
아래의 자료는 일본 위키페디아를 참고한 자료임을 밝힙니다.
<God only knows〜집적회로의 꿈 여행자>（2010년 11월 3일） 노래 - Oratorio The World God Only Knows
1.God only knows
2.집적회로의 꿈 여행자 (集積回路の夢旅人)
3.God only knows（Instrumental）
4.집적회로의 꿈 여행자 (集積回路の夢旅人)（Instrumental）
5.God only knows 제3막（O.A.version）
〈사랑의 증거(コイノシルシ)〉（2010년 12월 8일） 노래 - 신만이 아는 집단
1.사랑의 증거 (コイノシルシ)
2.사랑의 증거 feat. 타카하라 아유미 (コイノシルシ feat. 高原 歩美)
3.사랑의 증거 feat. 아오야마 미오 (コイノシルシ feat. 青山 美生)
4.사랑의 증거 feat. 나카가와 카논 (コイノシルシ feat. 中川 かのん)
5.사랑의 증거 feat. 시오미야 시오리 (コイノシルシ feat. 汐宮 栞)
6.사랑의 증거 (コイノシルシ)（Instrumental）
<A Whole New World God Only Knows>（2011년 5월 18일） 노래 - Oratorio The World God Only Knows
1.A Whole New World God Only Knows
2.A Brand New World God Only Knows
3.A Whole New World God Only Knows (Instrumental)
4.A Brand New World God Only Knows (Instrumental)
<사랑의 예감(アイノヨカン)>（2011년 5월 25일） 노래 - 신만이 아는 집단
1.사랑의 예감 (アイノヨカン)
2.사랑의 예감 from 도주혼대 (アイノヨカン feat. 駆け魂隊)
3.사랑의 예감 (アイノヨカン)（Instrumental）
4.사랑의 예감 from 도주혼대 (アイノヨカン feat. 駆け魂隊)（Instrumental)
<OVA『텐리편』빛의 기적/ 미래로의 문 (ヒカリノキセキ/未来への扉)>（2012년 12월 9일） 노래 - eyelis（アイリス）
1.빛의 기적 (ヒカリノキセキ)
2.미래로의 문 (未来への扉)
3.빛의 기적 (ヒカリノキセキ)（OVA EDIT）
4.미래로의 문 (未来への扉)（OVA EDIT）
5.빛의 기적 (ヒカリノキセキ)（Instrumental）
6.미래로의 문 (未来への扉)（Instrumental）
제3기 <God only knows －Secrets of the Goddess－>（2013년 7월 31일） 노래 - Oratorio The World God Only Knows [주 17] (하야마 사오리）
1.God only knows －Secrets of the Goddess－
2.God only knows －Secrets of the Goddess－ (Extract)
3.God only knows －Secrets of the Goddess－ (Instrumental)
<유대감의 행방(キズナノユクエ)>（2013년 9월 11일） 노래 - 유피테르 자매
1.유대감의 행방 (キズナノユクエ)
2.유대감의 행방 feat. 쿠죠 츠키요 (キズナノユクエ feat. 九条 月夜)
3.유대감의 행방 feat. 나카가와 카논 (キズナノユクエ feat. 中川 かのん)
4.유대감의 행방 feat. 아유카와 텐리 (キズナノユクエ feat. 鮎川 天理)
5.유대감의 행방 feat. 시오미야 시오리 (キズナノユクエ feat. 汐宮 栞)
6.유대감의 행방 feat. 고이도 유이 (キズナノユクエ feat. 五位堂 結)
7.유대감의 행방 feat. 타카하라 아유미 (キズナノユクエ feat. 高原 歩美)
8.유대감의 행방 (キズナノユクエ)（TV EDIT）
9.유대감의 행방 (キズナノユクエ)（Instrumental）
<사운드 트랙>
「신만이 아는 세계 」 Original Soundtrack（2011년 4월 6일）
「신만이 아는 세계 II 」 Original Soundtrack（2011년 7월 27일）
「신만이 아는 세계 여신편」Original Soundtrack （2013년 10월 30일）
「OVA 신만이 아는 세계　텐리편」
<Birth>（2011년 3월 3일 / 2013년 10월 30일） 노래 - 나카가와 카논 starring 토우야마 나오
1.Date of Birth
2.Love Kanon（제1기 제5화・제3기 제7화 삽입곡）
3.Yes-Today（제2기 제8화 삽입곡）
4.All 4 You（제1기 제5・6화 제3기 제10화 삽입곡）
5.우라하 Love (ウラハラブ)（제 2기 제12화 삽입곡）
6.Happy Crescent (ハッピークレセント)（제1기 제5・6화 삽입곡・제1기 제7화 Ed테마） 처음 출시 : 캐릭터 CD.03 나카가와 카논 starring 토우야마 나오
7.마음은 Rain Rain (想いはRain Rain)（제3기 제10화 삽입곡）
8.Love Call (らぶこーる)（제1기 제7화・제3기 제1화 삽입곡）
9.Darling Baby (ダーリンベイビ)
10.Birth
<여름색 서프라이즈(夏色サプライズ)>（2011년 9월 14일） 노래 - 나카가와 카논 starring 토우야마 나오
1.여름색 서프라이즈 (夏色サプライズ)（OVA「4명과 아이돌」OP테마）（제3기 제2화 삽입곡）
2.Summer Boy (サマーボーイ)
3.Love Call (らぶこーる) Orchestra ver.
4.여름색 서프라이즈 (夏色サプライズ)（Instrumental）
5.Summer Boy (サマーボーイ)（Instrumental）
6.Love Call (らぶこーる) Orchestra ver.（Instrumental）
<연분홍빛 졸업(桜色卒業)>（2012년 3월 3일） 노래 - 나카가와 카논 starring 토우야마 나오
1.연분홍빛 졸업(桜色卒業)
2.바레바레 바렌타인 (バレバレ・バレンタイン)
3.연분홍빛 졸업 피아노 반주 (桜色卒業 ピアノ伴奏)
4.연분홍빛 졸업 (桜色卒業)（Instrumental）
5.바레바레 바렌타인 (バレバレ・バレンタイン)（Instrumental）
6.연분홍빛 졸업 피아노 반주 (桜色卒業 ピアノ伴奏)（Instrumental）
<Kanon 100%(かのん100%)>（2013년 6월 19일） 노래 - 나카가와 카논 starring 토우야마 나오
1.Kanon 100% (かのん100%)（OVA「메지컬☆스타 카논100%」OP테마）（제3기 제2화 삽입곡）
2.당신색 Love Song (君色ラブソング)（OVA「메지컬☆스타 카논100%」ED테마）
3.Kanon 100% (かのん100%)（OVA EDIT）
4.당신색 Love Song (君色ラブソング)（OVA EDIT）
5.Kanon 100% (かのん100%)（Instrumental）
6.당신색 Love Song (君色ラブソング)（Instrumental）
<Colors>（2013년 10월 30일） 노래 - 나카가와 카논 starring 토우야마 나오
1.청춘 파라다이스 (青春パラダイス)（신곡）
2.Kanon 100% (かのん100%)（OVA「매지컬☆스타 카논100%」OP테마）
3.당신색 Love Song (君色ラブソング)（OVA「매지컬☆스타 카논100%」ED테마）
4.여름색 서프라이즈 (夏色サプライズ)（OVA「4인과 아이돌」OP테마）
5.Summer Boy (サマーボーイ)
6.Romantic 애정 (ろまんてぃっく愛情)（신곡）
7.가을빛 짝사랑 (秋色片想い)（신곡）
8.눈동자에서 Snow (瞳からスノー)（「신만이 아는 세계 여신편」제8화 ED테마）
9.사랑에 빠진 산타 (恋に落ちたサンタ)（신곡）
10.바레바레 바렌타인 (バレバレ・バレンタイン)
11.연분홍빛 졸업 (桜色卒業)
12.걸어가고 있는 걸 (歩いていくもん)（신곡）
<처음 사랑한 기억>（2013년 9월 25일) 노래 - 2B PENCILS(치히로, 아유미, 엘시, 유이, 미야코)
1.처음 사랑한 기억 (初めて恋をした記憶) (노래 - 2B PENCILS ＆ 나카가와 카논)
2.Catch The Rainbow (キャッチ・ザ・レインボー) (노래 - 2B PENCILS with 학생식당 아주머니)
3.처음 사랑한 기억 (初めて恋をした記憶) (Instrumental)
4.Catch The Rainbow (キャッチ・ザ・レインボー) (Instrumental)
5.BONUS TRACK 「처음 사랑한 기억」（코사카 치히로 starring 아스미 카나）
<Greetings from special agents Elysia de Lute Ima and Haqua d'rot Herminium>（2011년 9월 21일） 노래 - 도주혼대 starring 이토우 카나에&하야마 사오리
1.Nonstop!! Hunters
2.NAKED GENIUS（노래 - 하쿠아 starring 하야마 사오리）
3.허둥지둥 Night & Day! (アタフタNight & Day!)（노래 - 엘시 starring 이토우 카나에）
4.기분 어때? (ご機嫌いかが?)（노래 - 하쿠아 starring 하야마 사오리）
5.사랑의 증거 feat. 도주혼대 (コイノシルシ feat. 駆け魂隊)
6.Oh!마이☆GOD!! (Oh!まい☆GOD!!)（노래 - 엘시 starring 이토우 카나에）
7.1'st EVOLUTION→（노래 - 하쿠아 starring 하야마 사오리）
8.사랑의 예감 from Elsie (アイノヨカン from Elsie)（노래 - 엘시 starring 이토우 카나에）
9.Good Night Song ~같은 하늘 아래~ (Good Night Song 〜同じ空の下で〜)
10.사랑의 예감 feat. 도주혼대 (アイノヨカン feat. 駆け魂隊)
<SECOND MISSION> （2013년 11월 27일） 노래 - 도주혼대 starring 이토우 카나에&하야마 사오리 with 토요구치 메구미
1.World Fortune ~세계의 종말~ (World Fortune～セカイノユクエ～) (노래 - 엘시＆하쿠아 starring 이토우 카나에&하야마 사오리)（신곡）
2.GRAVITY (노래 - 하쿠아 starring 하야마 사오리)
3.가짜아이돌?! (なんちゃってアイドル?!) (노래 - 엘시 starring 이토우 카나에)（신곡）
4.With…you… (노래 - 하쿠아 starring 하야마 사오리)
5.†DEVIL’S MISSION† (노래 - 엘시&하쿠아 starring 이토우 카나에&하야마 사오리)（신곡）
6.BITTER TASTE (노래 - 노라 starring 토요구치 메구미)（신곡）
7.미열의 Renaissance (微熱ルネサンス) (노래 - 하쿠아 starring 하야마 사오리)（신곡）
8.Romantic☆2Night (ろまんちっく☆2Night) (노래 - 엘시 starring 이토우 카나에)
9.Innocent Blue (노래 - 하쿠아 starring 하야마 사오리)（신곡）
10.Cherish (노래 - 엘시&하쿠아 starring 이토우 카나에&하야마 사오리)（신곡）
<2B PENCILS> （2013년 12월 11일） 노래 - 2B PENCILS(치히로, 아유미, 엘시, 유이, 미야코)
1.QUESTION?（신곡）
2.Heart Beat에 조심! (Heart Beatにご用心!)（밴드 어레인지）
3.Wonder Chance（밴드 어레인지）
4.Oh!마이☆GOD!! (Oh！まい☆GOD!!)（밴드 어레인지）
5.Catch The Rainbow (キャッチ・ザ・レインボー) / 2B PENCILS with 학생식당 아주머니
6.DIVE into the SKY（신곡）
7.Special Memory（신곡）
8.NO.1（신곡）
9.처음 사랑한 기억 (初めて恋をした記憶) / 2B PENCILS and 나카가와 카논
10.It’s All Right（밴드 어레인지）
11.처음 사랑한 기억 (初めて恋をした記憶) (TV EDIT)
<신만이 아는 세계 Character Cover Album> (2011년 12월 21일)
1.수면부족 (すいみん不足)（노래 - 코사카 치히로 starring 아스미 카나）
2.Dancing Star（노래 - 엘시 starring 이토우 카나에）
3.미소로 만나고 싶어 (笑顔に会いたい)（노래 - 타카하라 아유미 starring 타케타츠 아야나）
4.플라티나 (プラチナ)（노래 - 아오야마 미오 starring 유우키 아오이）
5.사랑, 기억하십니까 (愛・おぼえていますか)（노래 - 나카가와 카논 starring 토우야마 나오）
6.Angel Night ~ 천사가 있는 장소~ (ANGEL NIGHT 〜天使のいる場所〜)（노래 - 하쿠아 starring 하야마 사오리）
7.윤무-revolution (輪舞-revolution)（노래 - 카스가 쿠스노키 starring 코시미즈 아미）
8.Twinkle☆Star (トゥインクル☆スター)（노래 - 시오미야 시오리 starring 하나자와 카나）
9.Dearest（노래 - 나가세 쥰 & 니카이도 유이 starring 토요사키 아키＆타나카 아츠코）
10.좀 더! 좀 더! 두근두근 (もっと! モット! ときめき)（노래 - 카츠라기 케이마 starring 시모노 히로）
<신만이 아는 세계 Character Cover Album2>
「하야테처럼!」×「신만이 아는 세계」
<Advance> （2013년 2월 13일） 노래 - 카츠라 히나기쿠＆하쿠아 starring 이토우 시즈카＆하야마 사오리
1.Advance
2.강한척하는 일몰 (つよがりサンセット)
3.Advance（Instrumental）
4.강한척하는 일몰 (つよがりサンセット)（Instrumental）
<사과 리본(リンゴリボン)> （2013년 2월 13일） 노래 - 나카가와 카논＆스이렌지 루카 starring 토우야마 나오＆야마자키 하루카
1.사과 리본 (リンゴリボン)
2.헤르푸르미미 (ヘルプルミミ)
3.사과 리본 (リンゴリボン)（Instrumental）
4.헤르푸르미미 (ヘルプルミミ)（Instrumental）
<기적의 도어(奇跡のドア)> （2013년 4월 10일） 노래 - 카츠라 히나기쿠＆나카가와 카논＆하쿠아＆스이렌지 루카 starring 이토우 시즈카＆토우야마 나오＆하야마 사오리＆야마자키 하루카
1.Overture ～God only knows 제3막 - CAN’T TAKE MY EYES OFF YOU～
2.사과리본 (リンゴリボン) (노래 - 나카가와 카논＆스이렌지 루카)
3.GRAVITY (노래 - 하쿠아＆스이렌지 루카)
4.어쿠스틱 기타 메들리 Love Call (らぶこーる)&Naked Genius&사랑의 함정 (恋の罠)&오늘 만개한 나의 색!(本日、満開ワタシ色！)
5.Advance (노래 - 카츠라 히나기쿠＆하쿠아)
6.Pink Deco Motion (ピンク・デコ・モーション) (노래 - 카츠라 히나기쿠＆나카가와 카논)
7.기적의 도어 (奇跡のドア) (노래 - 카츠라 히나기쿠＆나카가와 카논＆하쿠아＆스이렌지 루카)